# Список сотрудников WWE
World Wrestling Entertainment или WWE — это крупнейшая американская федерация профессионального рестлинга, базирующаяся в Стэмфорде, штат Коннектикут. В список сотрудников WWE входят профессиональные рестлеры, менеджеры, спортивные комментаторы, ринг-аннонсеры, штатные журналисты (берут интервью у рестлеров), рефери и судьи, тренеры, продюсеры, операторы, сценаристы и многие другие.
Контракты, заключаемые WWE с рестлерами могут быть как развивающими (для продвижения и обучения новичков), так и многолетними (для выступлений рестлера на каком-либо бренде WWE). Некоторые рестлеры заключают независимые контракты. Персонал и ростер делится между двумя основными брендами Raw и SmackDown, а также двумя подготовительными NXT и NXT UK. Дивизион полутяжеловесов 205 Live является частью бренда NXT но имеет собственное шоу. Флагманские выпуски шоу транслируется на тв каналах, некоторые из них имеют эксклюзивный контракт на показ шоу в прямом эфире. Так же трансляция идёт на WWE Network стриминговой площадке twitch и видеохостинге youtube.
Весь штат сотрудников распределён по ролям. Все рестлеры WWE разделены на Superstars (рестлеров-мужчин) и Divas (рестлеров-женщин). В последнее время термин Superstars используют для обозначения всех рестлеров WWE независимо от пола.

Center|WWE

[[Файл:WWE Logo.svg|right|thumb|175px|

## Руководство WWE в сюжетных сегментах
| Имя на ринге   | Реальное имя              | Примечания | Ссылки |
| -------------- | ------------------------- | --- | ------ |
| Винсент Макмен | Винсент Кеннеди Макмэн    | Председатель Совета директоров Главный операционный директор Исполнительный продюсер Мажоритарный владелец Иногда принимает участие в каком-либо шоу «WWE под псевдонимом Мистер Макмэн» | [ 9 ]  |
| Шейн Макмен    | Шейн Брэндон Макмэн       | Член Совета директоров Миноритарный владелец Периодически принимает участия в матчах как рестлер.                                                                                        |        |
| Стефани Макмен | Стефани Мари Макмэн-Левек | Бренд директор Член Совета директоров Миноритарный владелец Периодически принимает участия в матчах как рестлер.                                                                         | [ 14 ] |
| Triple H       | Пол Майкл Левек           | Исполнительный вице-президент, Talent, Live Events & Creative Старший продюсер WWE NXT, WWE NXT UK Член Совета директоров Периодически принимает участия в матчах как рестлер.           | [ 17 ] |

## Основной ростер

### Ростер WWE Raw
Основная статья Шоу WWE Raw

#### Рестлеры

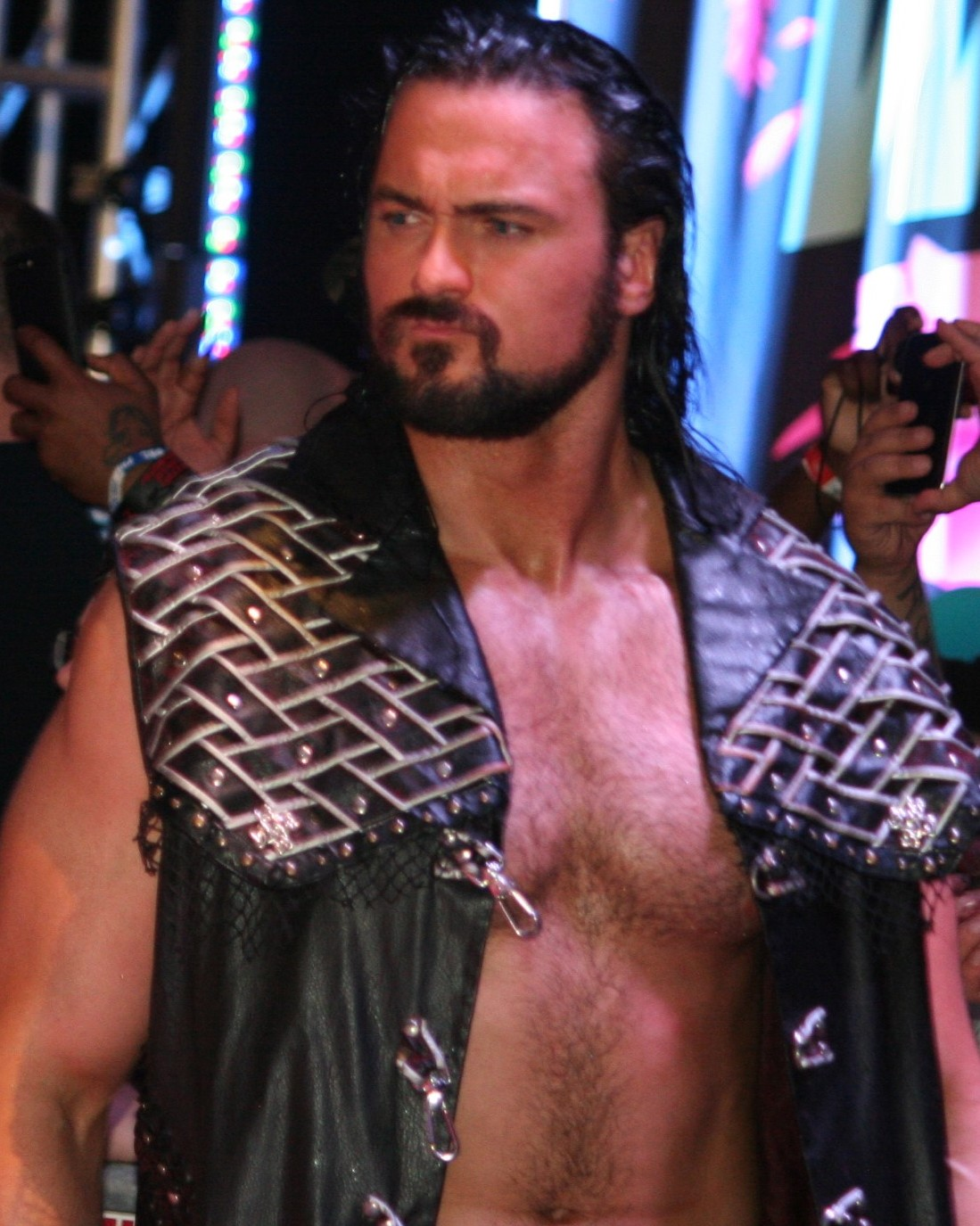
Дрю Макинтайр

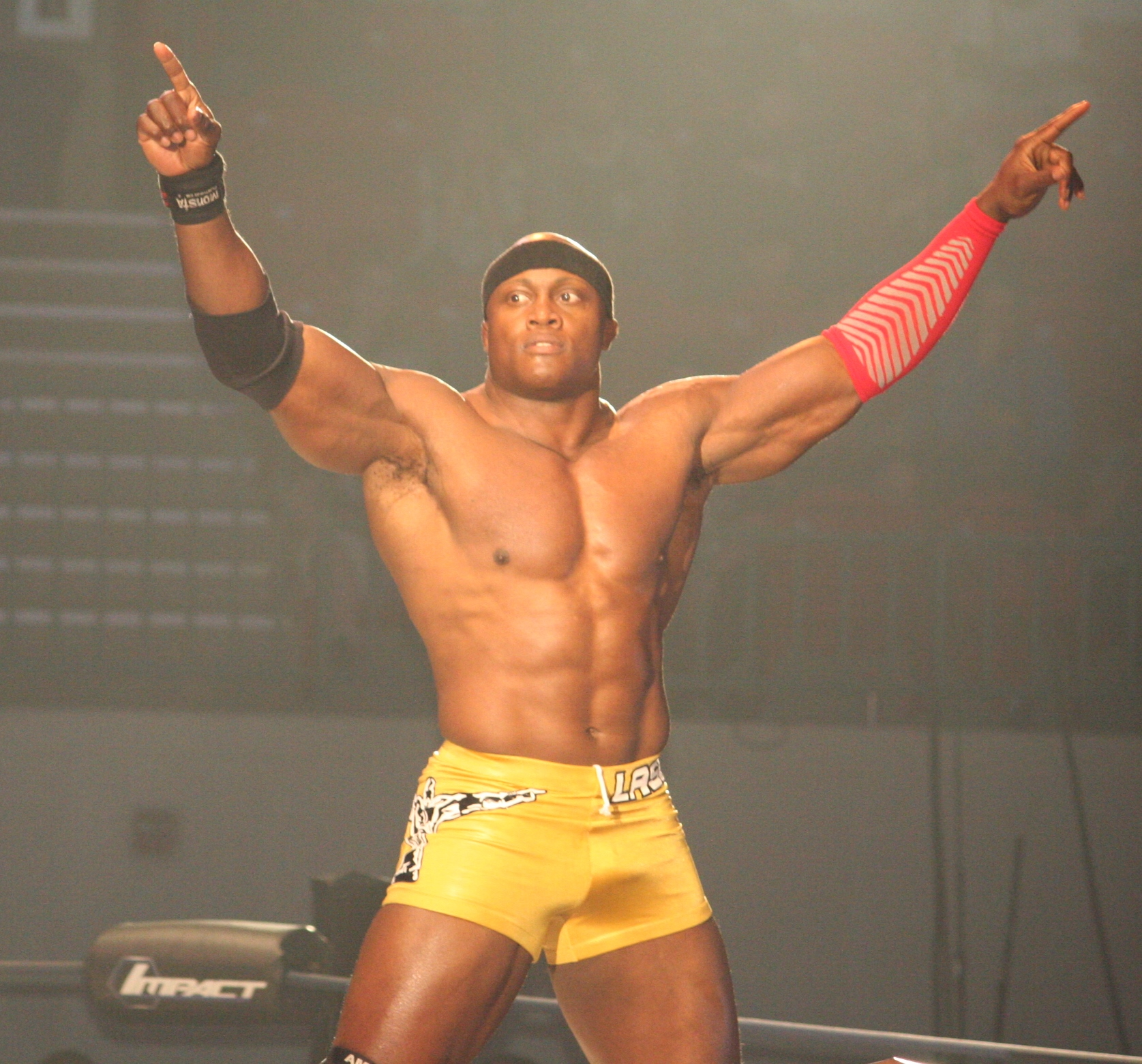
Бобби Лэшли

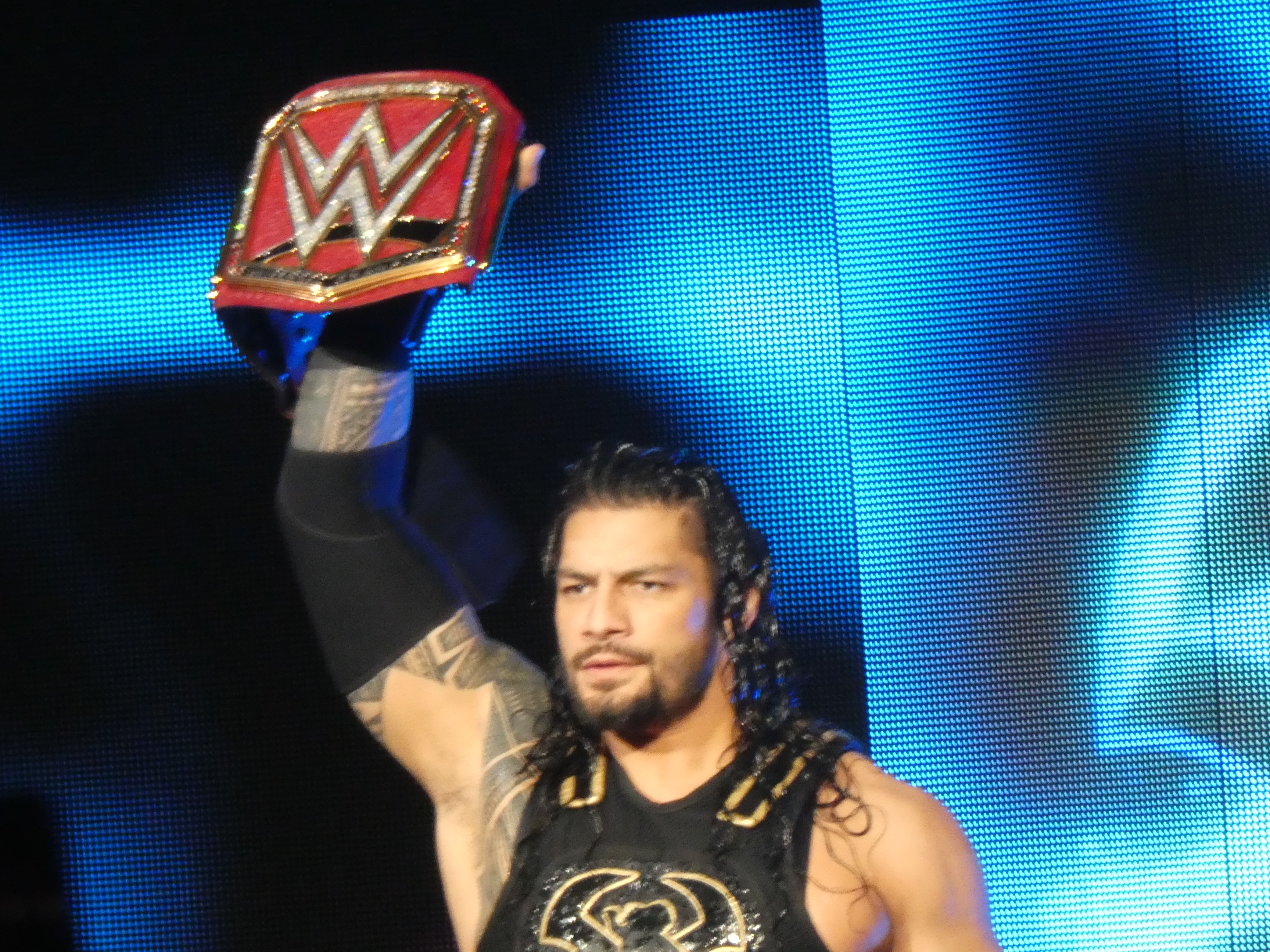
Роман Рейнс

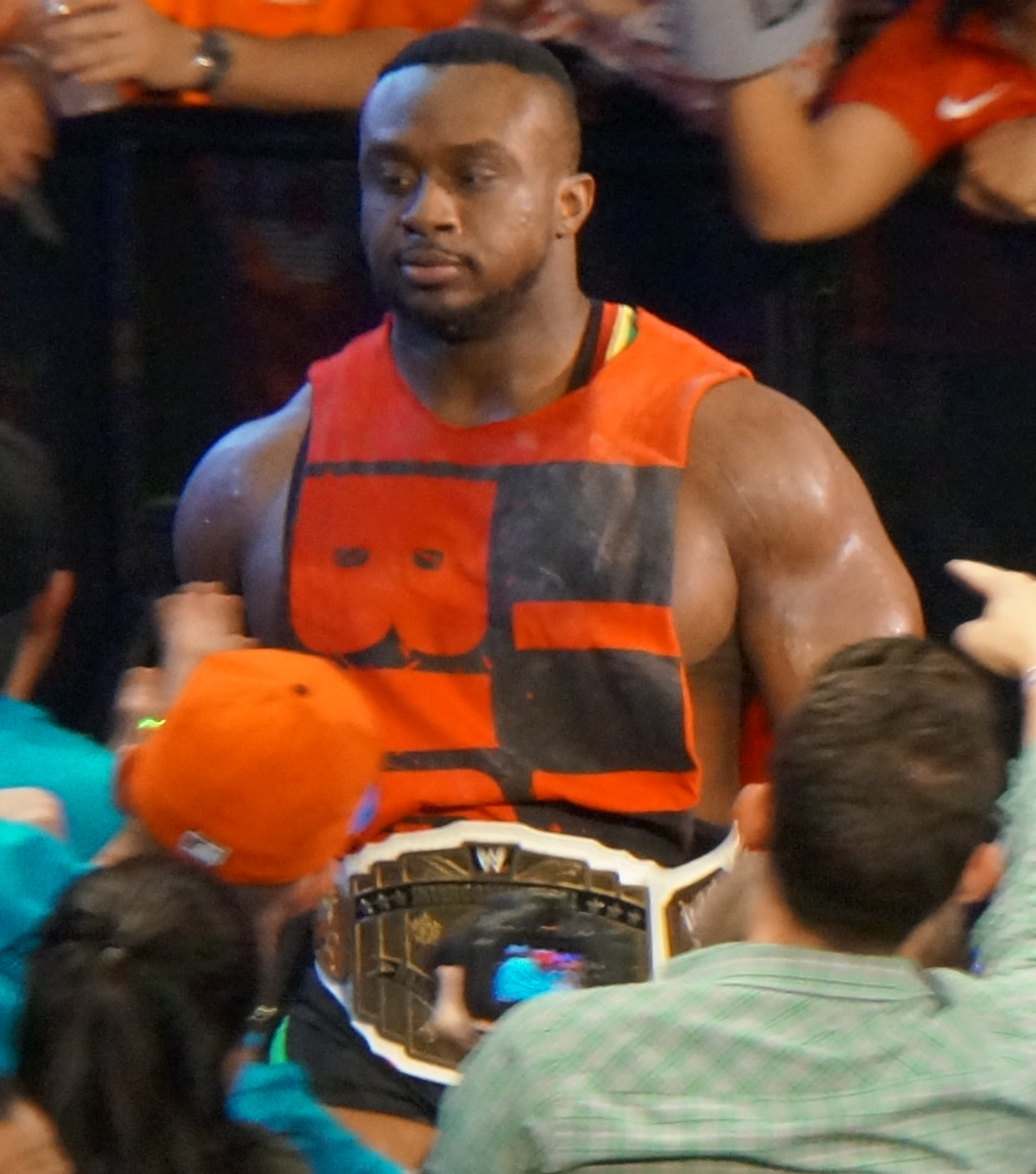
Биг И

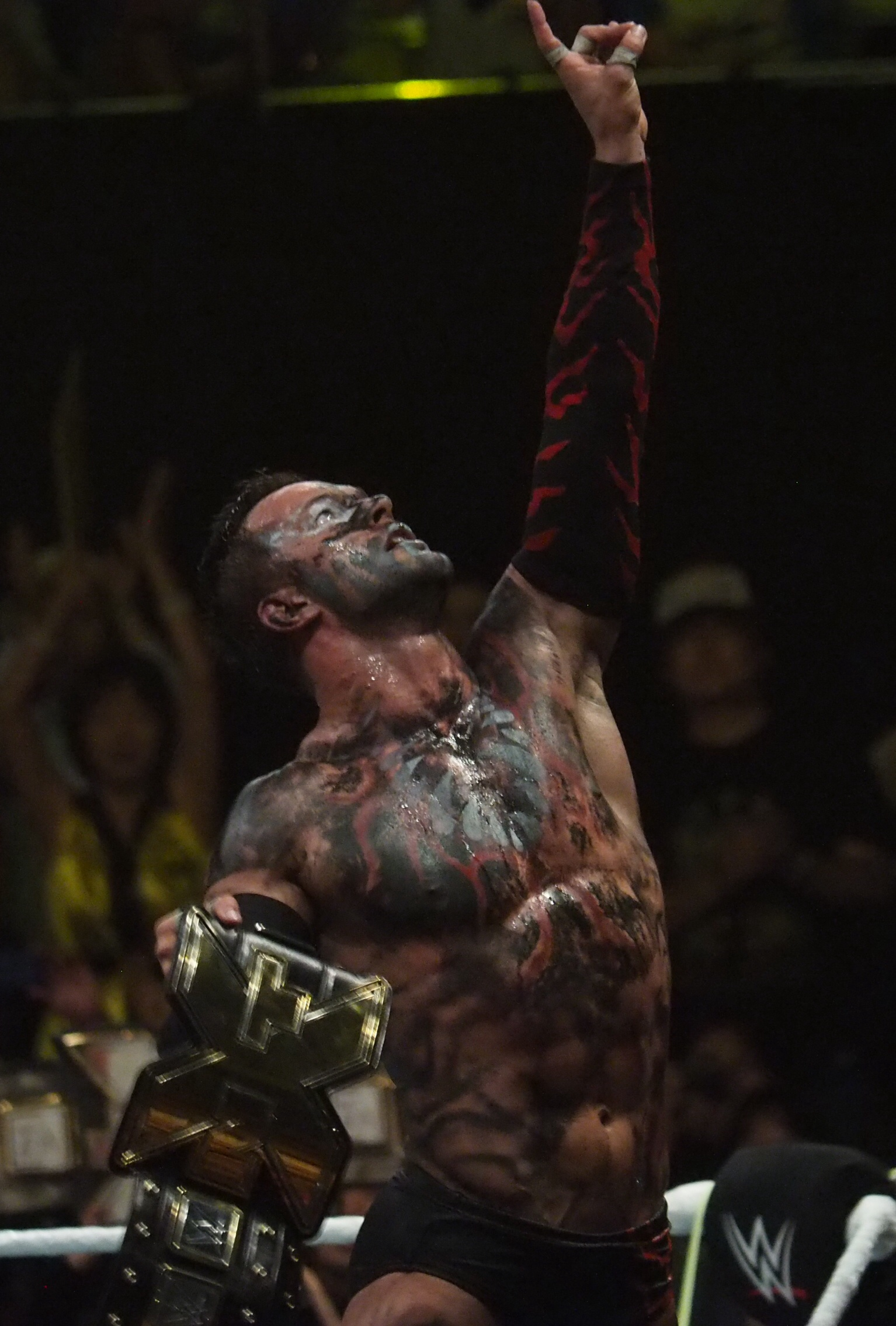
Финн Балор

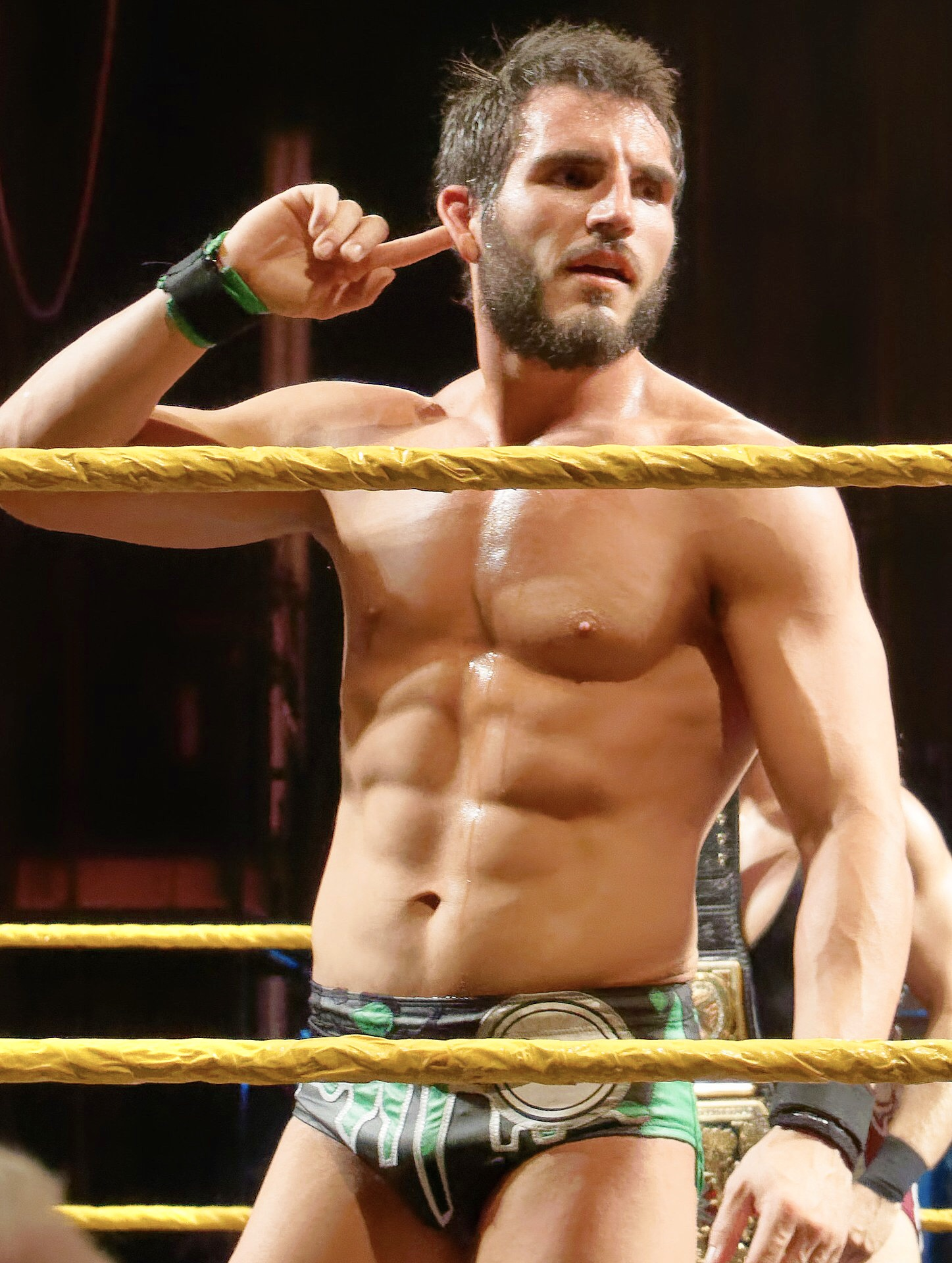
Джонни Гаргано

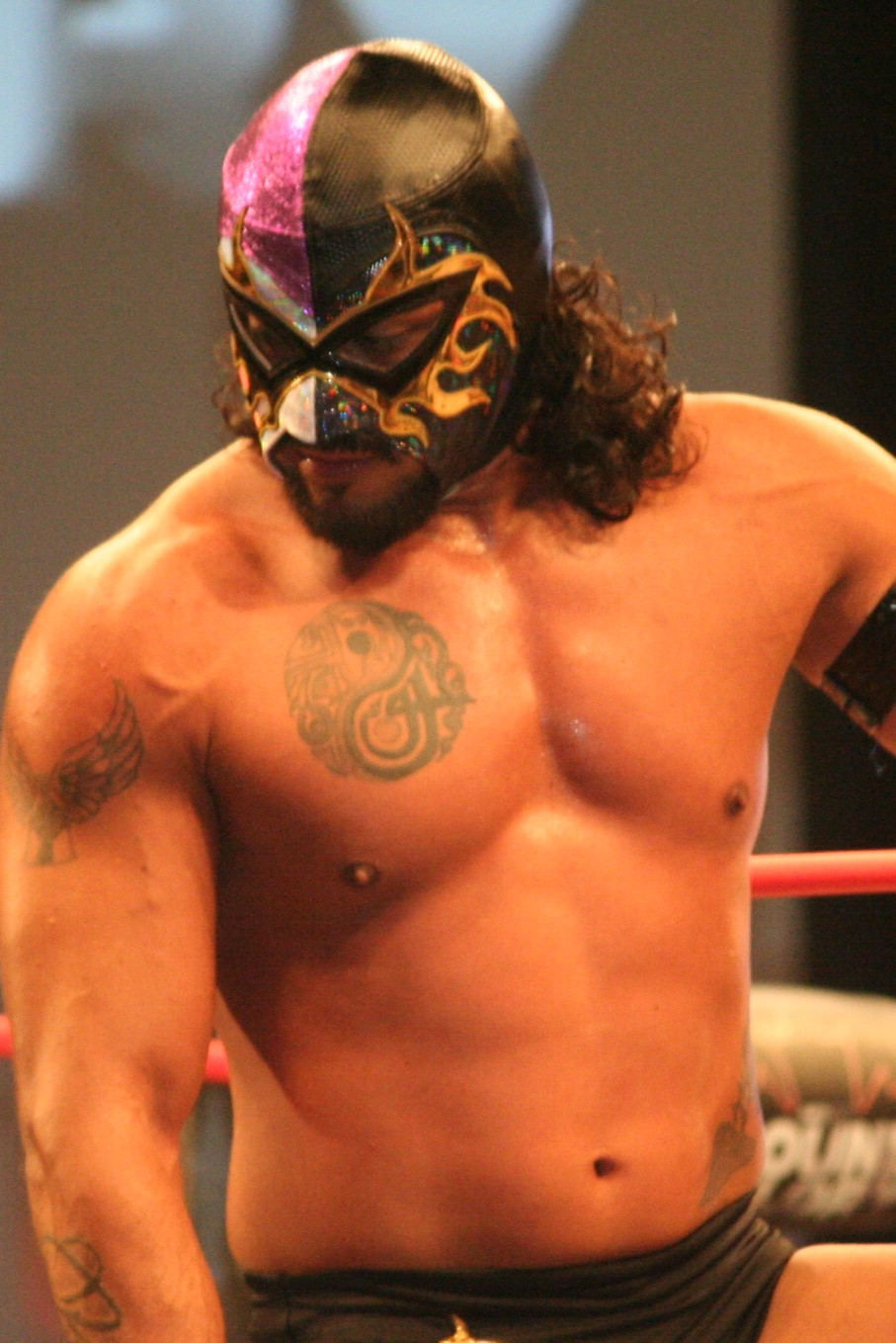
Сантос Эскобар

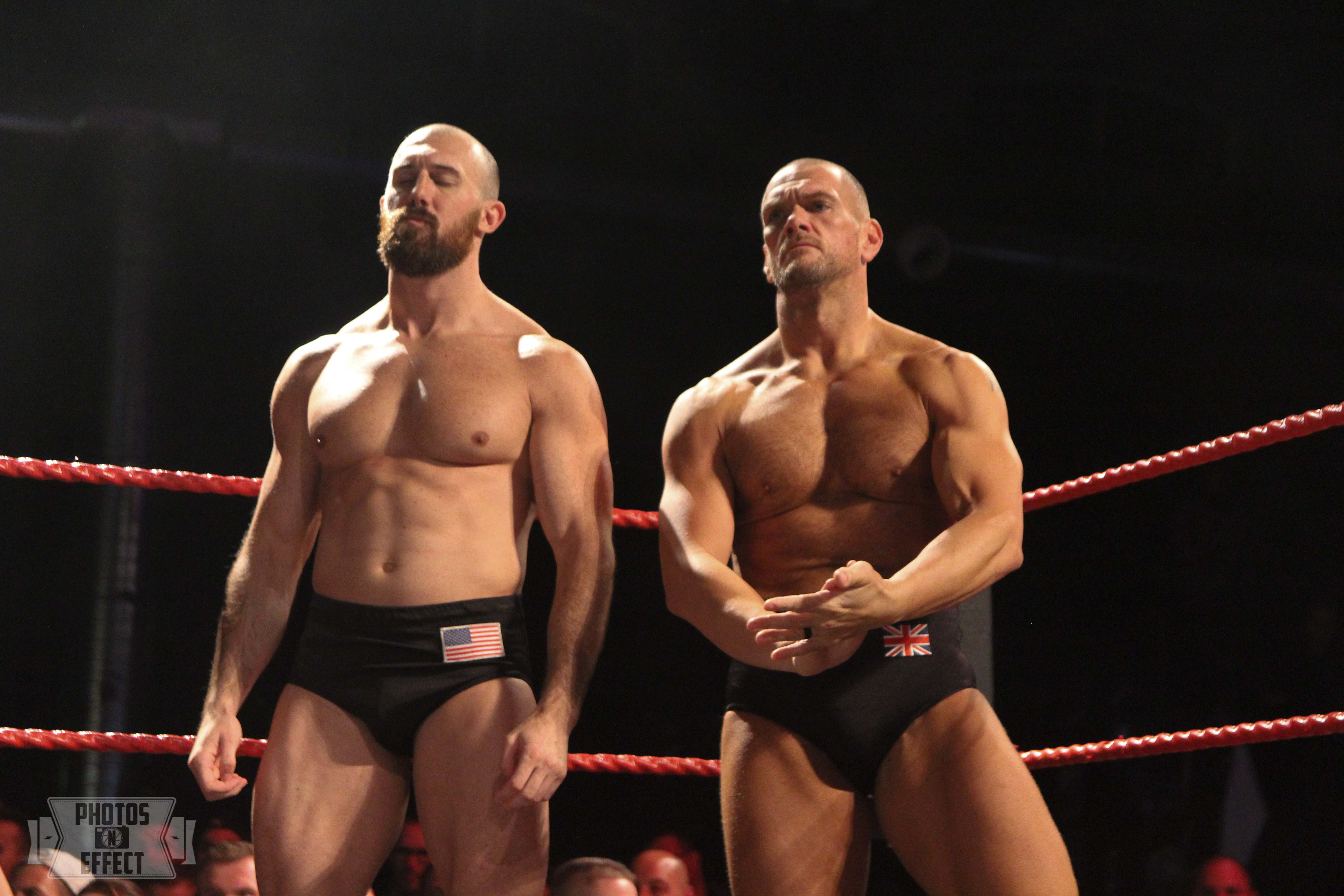
Оней Лоркан
и Дэнни Бёрч

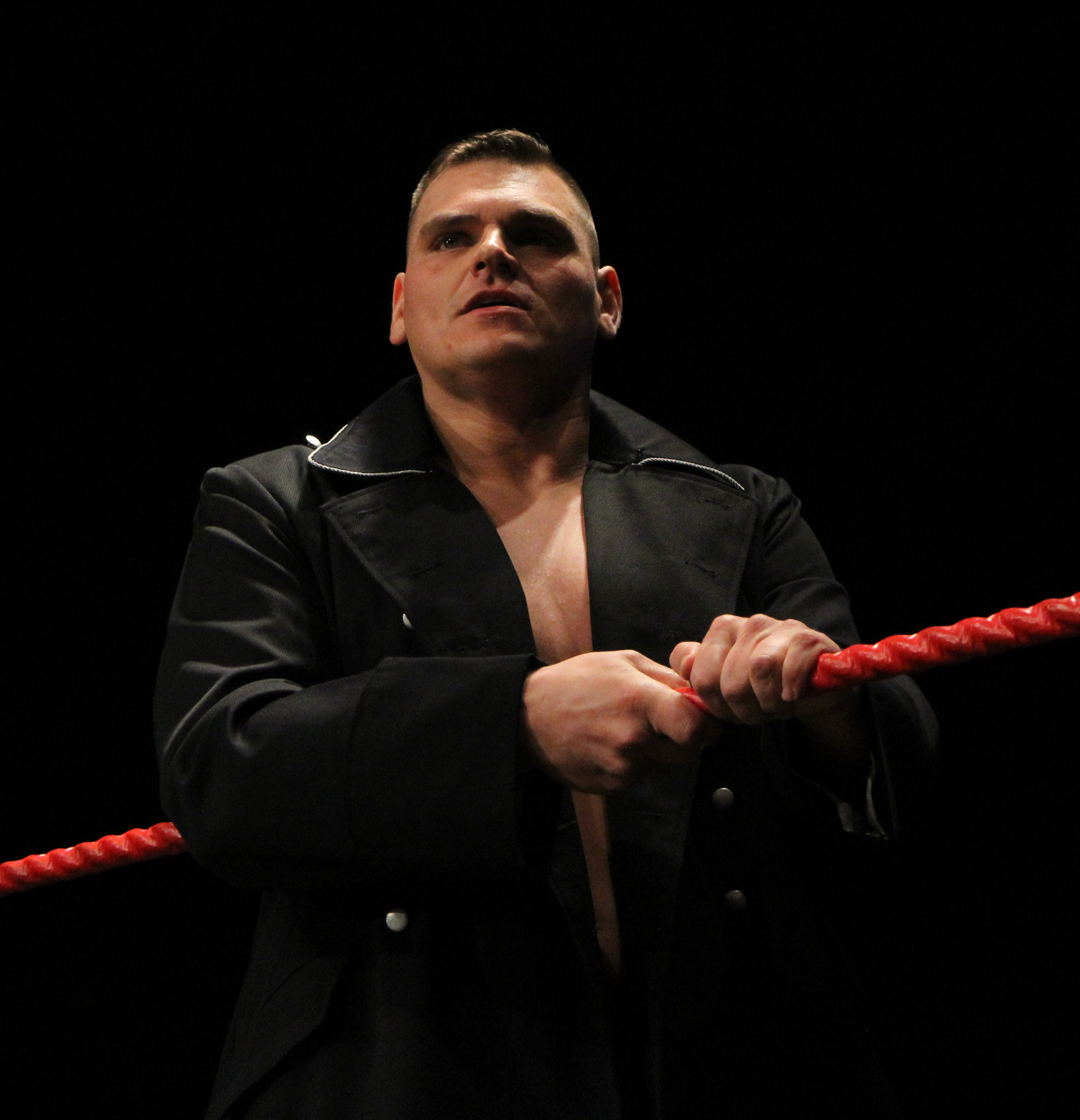
Вальтер

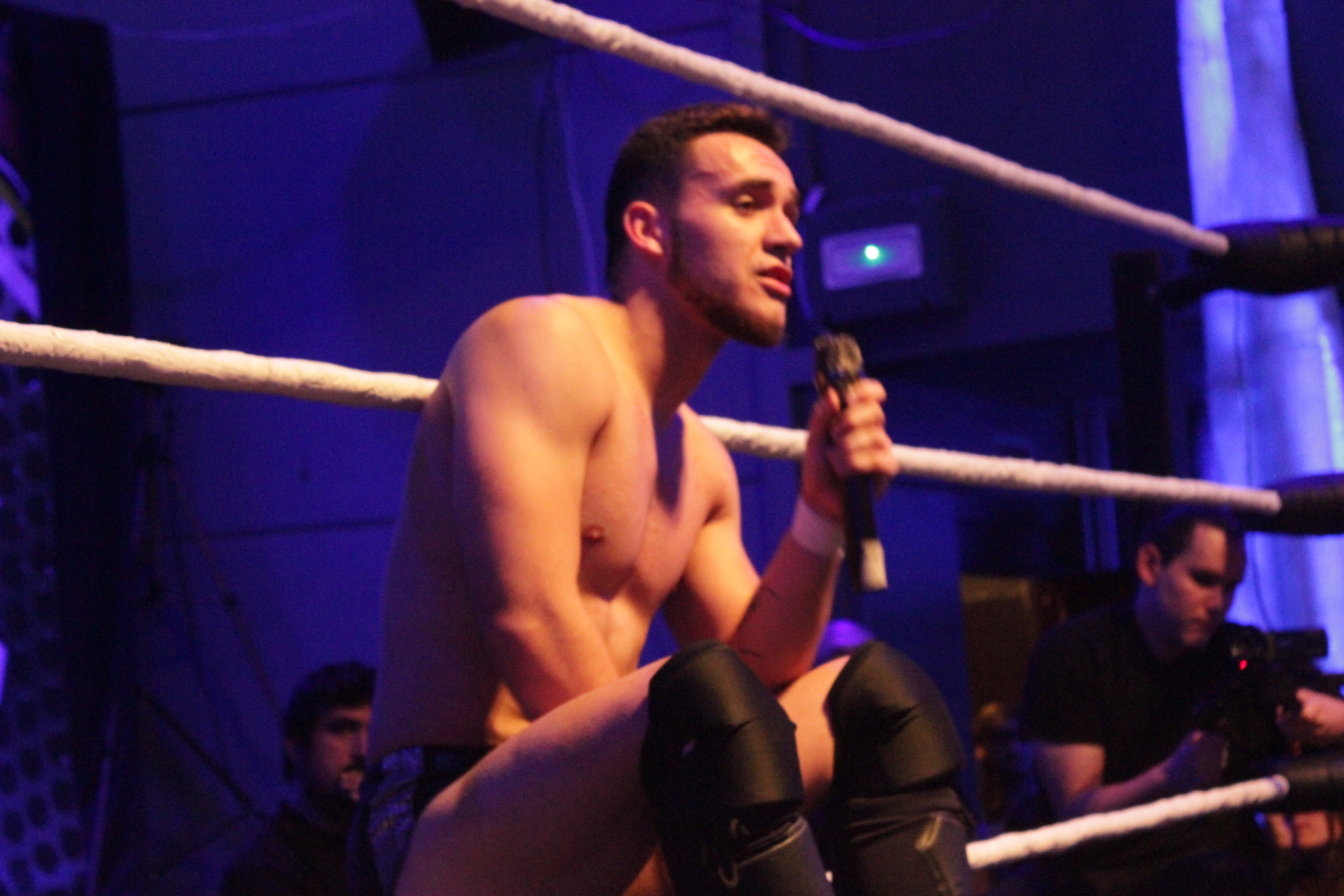
А-Кид

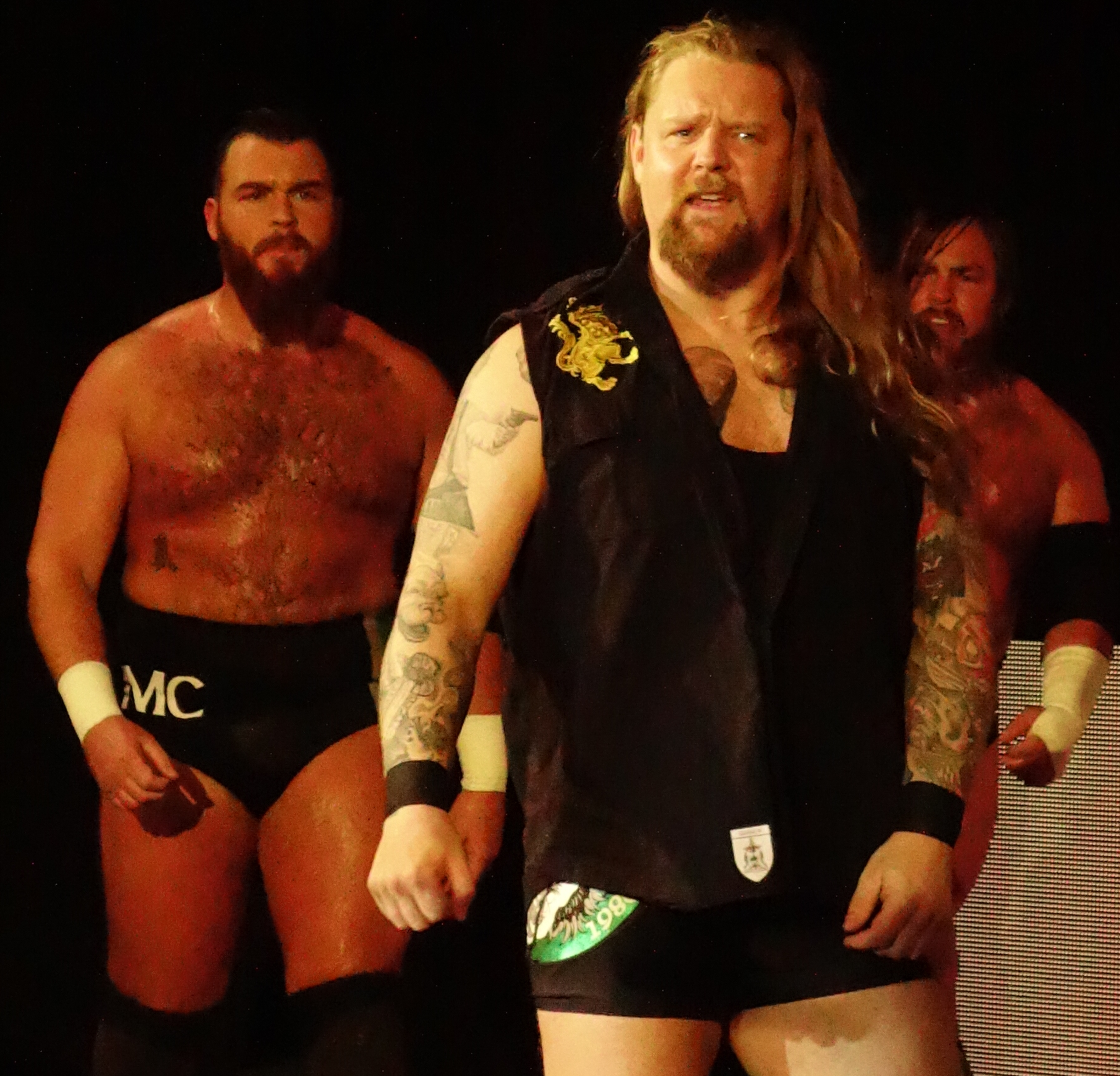
Галлус
(Марк Коффи
и Вольфганг)

| Символ | Значение             | Бренд |
| ------ | -------------------- | ----- |
|        | Действующие чемпионы |       |

На 16 июля 2025 года
| Имя на ринге      | Реальное имя                | Примечания             | Ссылки |
| ----------------- | --------------------------- | ---------------------- | ------ |
| Эй Джей Стайлз    | Аллен Нил Джонс             |                        |        |
| Акира Тозава      | Акира Тозава                |                        |        |
| Анхель Гарза      | Умберто Гарса Солано        |                        |        |
| Бобби Лэшли       | Франклин Роберто Лэшли      |                        |        |
| Седрик Александер | Седерик Александр Джонсон   |                        |        |
| Командор Азиз     | Бабатунде Лукаш Айегбуси    |                        |        |
| Дамиан Прист      | Луиз Мартинез               |                        |        |
| Дрю Гулак         | Дрю Гулак                   |                        |        |
| Дрю Макинтайр     | Эндрю МакЛи Гэллоуэй IV     |                        |        |
| Изикиель          | Джеффри Логан Шиулло        |                        |        |
| Эрик              | Рэймонд Роу                 |                        |        |
| Умберто Каррильо  | Фабиан Айхнер               |                        |        |
| Ивар              | Тодд Смит                   |                        |        |
| Джиндер Махал     | Юврадж Сингх Дхеси          |                        |        |
| Кофи Кингстон     | Кофи Нахаджи Саркоди-Менсах |                        |        |
| R-Truth           | Ронни Аарон Киллингс        |                        |        |
| Рэнди Ортон       | Рэндал Кит Ортон            | Долговременный рестлер |        |
| Рикошет           | Тревор Манн                 |                        |        |
| Риддик Мосс       | Майкл Раллис                |                        |        |
| Риддл             | Мэтью Фредрик Риддл         |                        |        |
| Шеймус            | Стефен Фарелли              | Долговременный рестлер |        |
| Шелтон Бенджамин  | Шелтон Джеймс Бенджамин     |                        |        |
| Ти Бар            | Кристофер Джеймс Диджак     |                        |        |
| Миз               | Майк Грегори Мизанин        | Долговременный рестлер |        |
| Ксавье Вудс       | Остин Уотсон                |                        |        |

#### Женщины

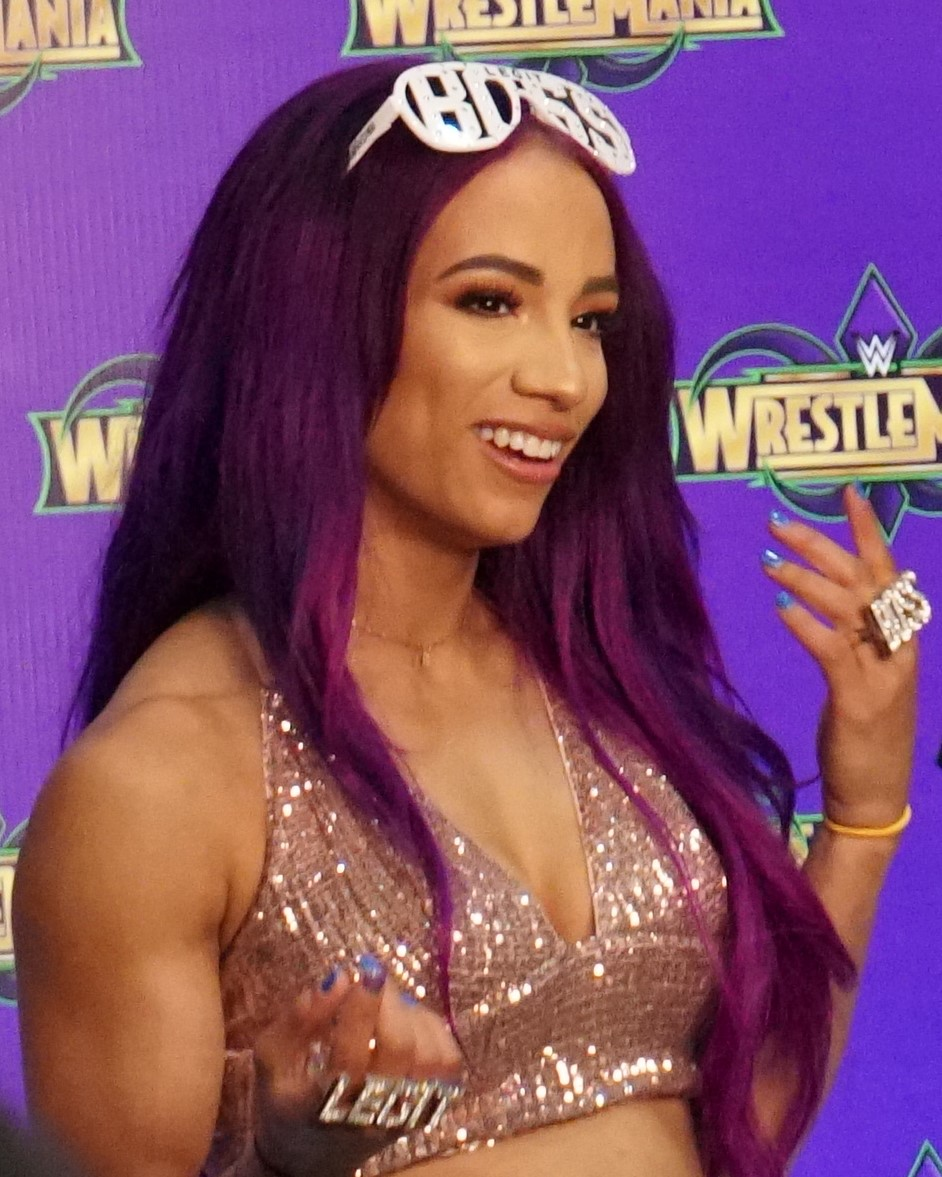
Саша Бэнкс

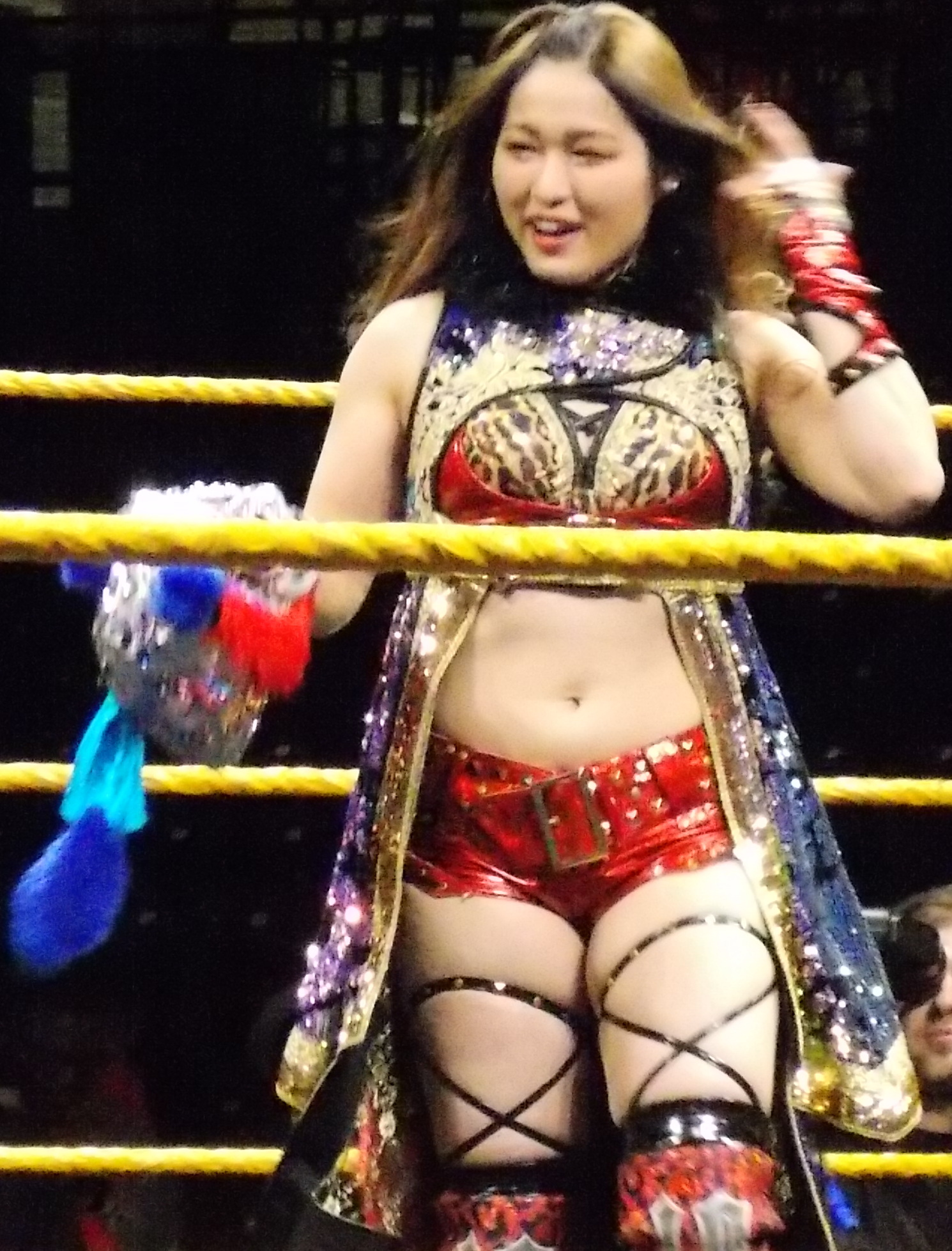
Ио Шираи

| Символ | Значение              | Бренд |
| ------ | --------------------- | ----- |
|        | Действующая чемпионка |       |

На 16 июля 2025 года
| Имя на ринге | Реальное имя                  | Примечания                           | Ссылки                  |
| ------------ | ----------------------------- | ------------------------------------ | ----------------------- |
| Алекса Блисс | Алексис Кауфман               |                                      |                         |
| Аска         | Канако Урай                   | Чемпионка WWE Raw                    | [ 72 ]                  |
| Бекки Линч   | Ребекка Куин                  | Неактивна Декретный отпуск           | [ 75 ]                  |
| Шарлотт Флэр | Эшли Элизабет Флиер           |                                      |                         |
| Дана Брук    | Эшли Мэй Себерра              |                                      |                         |
| Лэйси Эванс  | Мейси Эстрелла-Кадлек (Эванс) | Неактивна Декретный отпуск           | [ 82 ]                  |
| Лана         | Кэтрин Джой Перри             |                                      |                         |
| Мэнди Роуз   | Аманда Роза Саккоманно        |                                      |                         |
| Наоми        | Тринити Маккрей               |                                      |                         |
| Ная Джакс    | Савелина Фанене               | Командная чемпионка WWE среди женщин | [ 92 ] [ примечание 4 ] |
| Никки Кросс  | Никола Гленкросс              |                                      |                         |
| Пейтон Ройс  | Кассандра Макинтош            |                                      |                         |
| Расплата     | Стефани Йим Белл              |                                      |                         |
| Шейна Бэзлер | Шайна Андреа Бэзлер           | Командная чемпионка WWE среди женщин | [ 92 ] [ примечание 4 ] |

### Ростер WWE SmackDown
Основная статья Шоу WWE SmackDown

#### Рестлеры
| Символ | Значение             | Бренд |
| ------ | -------------------- | ----- |
|        | Действующие чемпионы |       |

На 16 июля 2025 года
| Имя на ринге     | Реальное имя          | Примечания                                             | Ссылки  |
| ---------------- | --------------------- | ------------------------------------------------------ | ------- |
| Анджело Доукинс  | Гэри Гордон           |                                                        |         |
| Аполло Крюс      | Сесу Юха              |                                                        |         |
| Биг И            | Этторе Юэн            | Интерконтинентальный чемпион WWE                       | [ 108 ] |
| Чед Гейбл        | Чарльз Беттс          |                                                        |         |
| Дольф Зигглер    | Николас Теодор Немет  | Командный чемпион WWE SmackDown Долговременный рестлер | [ 114 ] |
| Доминик Мистерио | Доминик Гутьеррес     |                                                        |         |
| Джей Усо         | Джошуа Самуэль Фату   | Один из братьев-близнецов Усо                          |         |
| Джимми Усо       | Джонатан Солофа Фату  | Один из братьев-близнецов Усо Травмирован              | [ 121 ] |
| Кевин Оуенс      | Кевин Яник Стин       |                                                        |         |
| Король Корбин    | Томас Песток          |                                                        |         |
| Монтез Форд      | Кеннет Кроуфорд       |                                                        |         |
| Мустафа Али      | Адиль Алам            |                                                        |         |
| Отис             | Никола Богоевич       |                                                        |         |
| Рей Мистерио     | Оскар Гутьеррес Рубио |                                                        |         |
| Роберт Руд       | Роберт Руд младший    | Командный чемпион WWE SmackDown                        | [ 114 ] |
| Роман Рейнс      | Лити Джозеф Аноа’и    | Чемпион Вселенной WWE                                  | [ 139 ] |
| Сами Зейн        | Рами Себей            |                                                        |         |
| Сет Роллинс      | Колби Даниэль Лопес   |                                                        |         |
| Синсукэ Накамура | Синсукэ Накамура      |                                                        |         |

#### Женщины
| Символ | Значение              | Бренд |
| ------ | --------------------- | ----- |
|        | Действующая чемпионка |       |

На 16 июля 2025 года
| Имя на ринге | Реальное имя                   | Примечания              | Ссылки  |
| ------------ | ------------------------------ | ----------------------- | ------- |
| Бьянка Блер  | Бьянка Кроуфорд Блэр           |                         |         |
| Кармелла     | Лиа Ванн Дайл                  |                         |         |
| Лив Морган   | Гионна Даддио                  |                         |         |
| Наталья      | Натали Кэтрин Нейдхарт-Уилсон  |                         |         |
| Саша Бэнкс   | Мерседес Кестнер-Варнадо       | Чемпионка WWE SmackDown | [ 157 ] |
| Тамина       | Сарона Моана-Мари Рэйхер Снука |                         |         |

## Непостоянные рестлеры

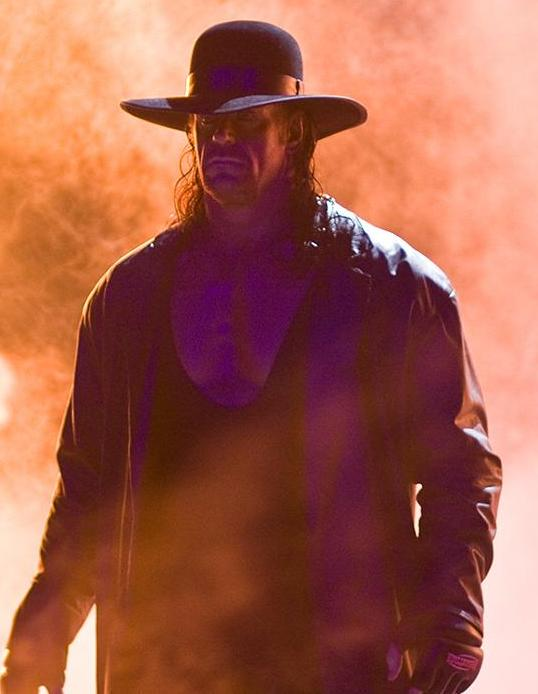
Гробовщик

| Имя на ринге | Реальное имя                    | Примечания                                                                             | Ссылки          |
| ------------ | ------------------------------- | -------------------------------------------------------------------------------------- | --------------- |
| MVP          | Хасан Хамин Ассад               | Менеджер Периодически выступает                                                        |                 |
| Голдберг     | Уильям Скотт Голдберг           | Периодически выступает                                                                 | [ 164 ]         |
| Гробовщик    | Марк Уильям Кэлвей              | Периодически выступает Свободный агент, может появляться как на Raw так и на SmackDown | [ 167 ] [ 168 ] |
| Брок Леснар  | Брок Эдвард Леснар              |                                                                                        |                 |
| Джон Сина    | Джон Феликс Энтони Сина младший | Периодически выступает Свободный агент, может появляться как на Raw так и на SmackDown | [ 173 ]         |
| Кейн         | Глен Томас Джейкобс             | Закреплён за синим брендом SmackDown. Периодически появляется как мэр округа Нокс      | [ 176 ]         |
| Ронда Раузи  | Ронда Джин Раузи                | В бессрочном отпуске                                                                   | [ 179 ]         |
| Эдж          | Адам Джозеф Коуплэнд            | Периодически выступает                                                                 | [ 182 ]         |

## Ростер подготовительных брендов

### Ростер WWE NXT
Основная статья Шоу WWE NXT

#### Рестлеры
| Символ | Значение             | Бренд |
| ------ | -------------------- | ----- |
|        | Действующие чемпионы |       |

На 16 июля 2025 года
| Имя на ринге        | Реальное имя                | Примечания                               | Ссылки  |
| ------------------- | --------------------------- | ---------------------------------------- | ------- |
| Адам Коул           | Остин Дженкинс              |                                          |         |
| Артуро Руас         | Адриан Жауд                 | Травмирован                              | [ 187 ] |
| Остин Теори         | Остин Уайт                  |                                          |         |
| Боа                 | Янбо Ванг                   |                                          |         |
| Бобби Фиш           | Роберт Энтони Фиш           |                                          |         |
| Бронсон Рид         | Джона Рок                   |                                          |         |
| Кэмерон Граймс      | Тревор Ли Кадделл           |                                          |         |
| Дэнни Бёрч          | Мартин Харрис               | Командный чемпион NXT                    | [ 201 ] |
| Декстер Лумис       | Сэмюэль Шоу                 |                                          |         |
| Дрейк Маверик       | Джеймс Майкл Кертин         |                                          |         |
| Фанданго            | Кёртис Джонатан Хасси       |                                          |         |
| Финн Балор          | Фергалл Девитт              | Чемпион NXT                              | [ 211 ] |
| Исайя "Сверт" Скотт | Стефан Стрикланд            |                                          |         |
| Джейк Атлас         | Кенни Маркес                |                                          |         |
| Джеймс Дрейк        | Джеймс Доуэлл               |                                          |         |
| Хоакин Уайлд        | Майкл Пэрис                 |                                          |         |
| Джонни Гаргано      | Джон Энтони Николас Гаргано | Североамериканский чемпион NXT           | [ 223 ] |
| Каррион Кросс       | Кевин Кесар                 |                                          |         |
| Киллиан Дэйн        | Дамиан Макл                 |                                          |         |
| Кона Ривз           | Ноа Панг-Потес              | Травмирован                              | [ 230 ] |
| Кушида              | Ноа Панг-Потес              |                                          |         |
| Кайл О’Райли        | Кайл Гринвуд                |                                          |         |
| Леон Рафф           | Дартаньон Раффин            |                                          |         |
| Мансур              | Мансур Аль-Шехайл           |                                          |         |
| Оней Лоркан         | Кристофер Жирар             | Командный чемпион NXT                    | [ 201 ] |
| Пит Данн            | Питер Томас Ингланд         | Также выступает на NXT UK                |         |
| Рауль Мендоса       | Рауль Мендоса               |                                          |         |
| Ринку               | Ринку Сингх                 |                                          |         |
| Родерик Стронг      | Кристофер Линдси            |                                          |         |
| Сантос Эскобар      | Хорхе Луис Алькантар Болли  | Временный чемпион NXT в полутяжёлом весе | [ 251 ] |
| Саурав              | Саурав Гурджар              |                                          |         |
| Тимоти Тэтчер       | Тимоти Тэтчер               |                                          |         |
| Тони Низ            | Энтони Низ                  |                                          |         |
| Томмазо Чампа       | Томмазо Уитни               |                                          |         |
| Тайлер Бриз         | Маттиас Клемент             |                                          |         |
| Вельветин Дрим      | Патрик Кларк младший        |                                          |         |
| Зак Гибсон          | Джек Реа                    |                                          |         |

##### Дивизион WWE 205 Live

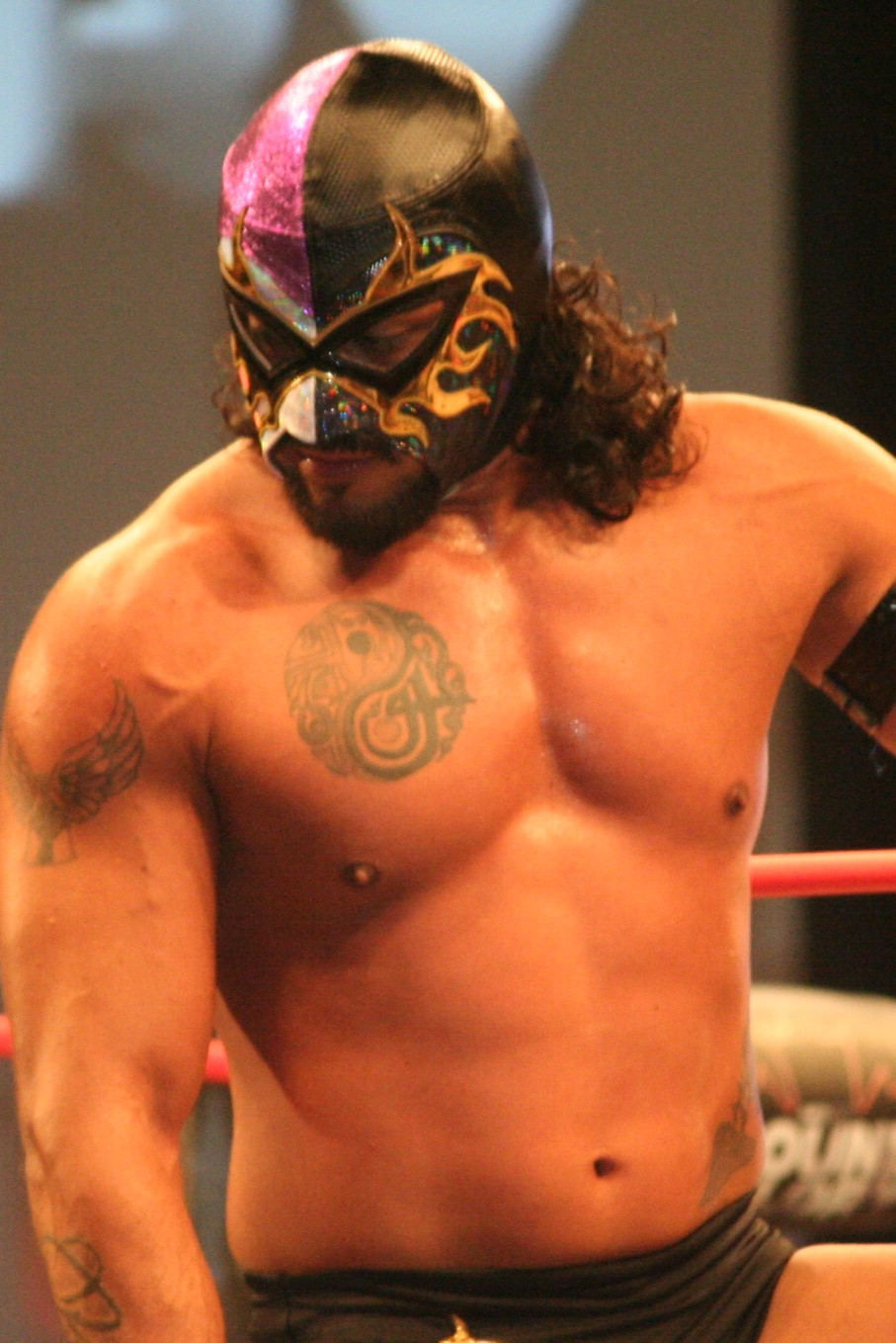
Сантос Эскобар

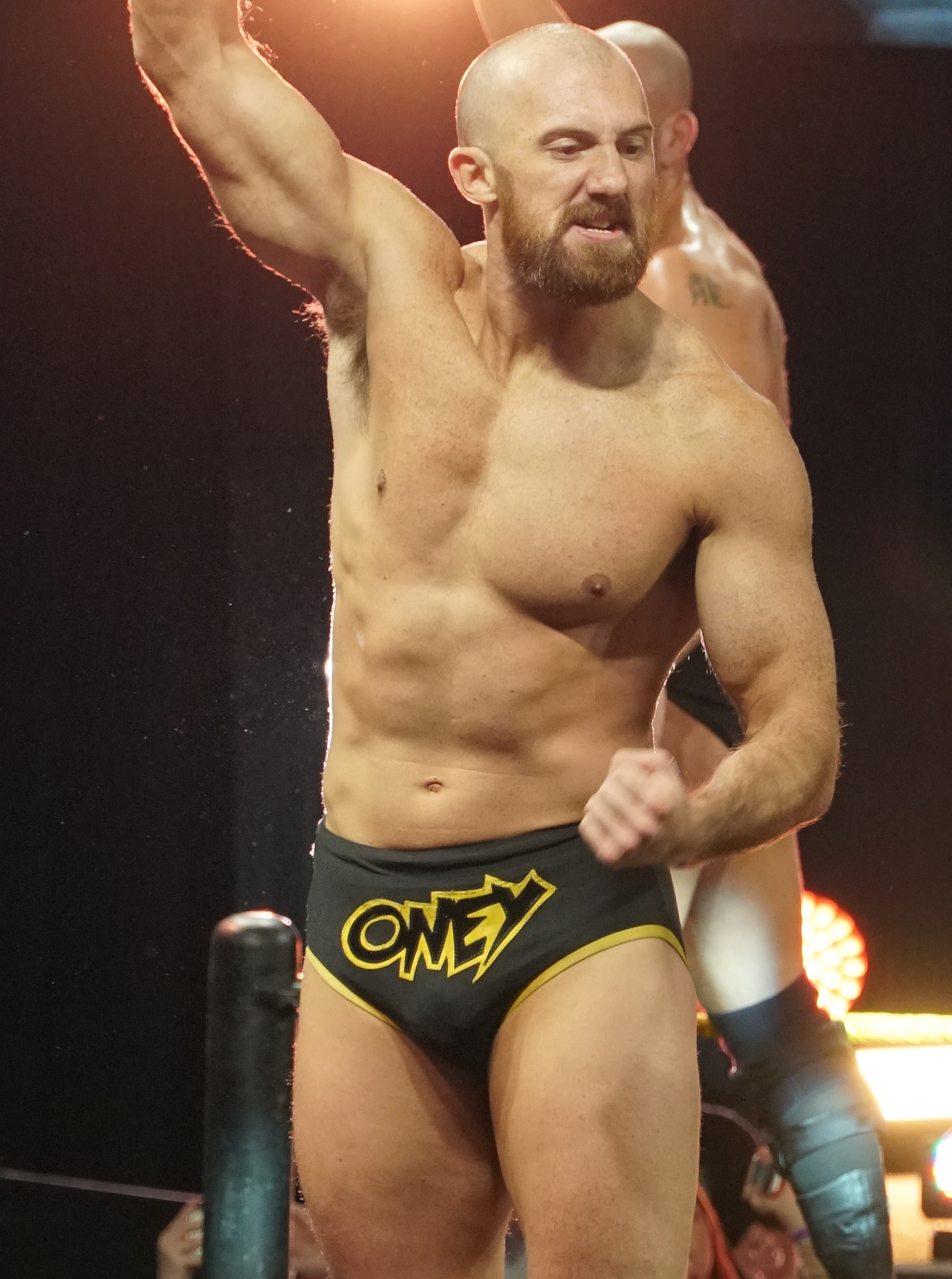
Оней Лоркан

Основная статья Шоу дивизиона WWE 205 Live
Между WWE 205 Live и WWE NXT существует соглашение об участии рестлеров на обоих шоу. Рестлеры с NXT у которых вес не превышает 205 фунтов - 93 кг., могут появиться на 205 Live, а на NXT могут появиться рестлеры из дивизиона 205 Live. С января 2020 года к ним присоединился ростер NXT UK
| Символ | Значение            | Дивизион |
| ------ | ------------------- | -------- |
|        | Действующий чемпион |          |

На 16 июля 2025 года
| Имя на ринге        | Реальное имя               | Примечания                               | Ссылки  |
| ------------------- | -------------------------- | ---------------------------------------- | ------- |
| Ария Дайвари        | Ария Арья Дайвари          |                                          |         |
| Дэнни Бёрч          | Мартин Харрис              |                                          |         |
| Исайя "Сверт" Скотт | Стефан Стрикланд           |                                          |         |
| Хоакин Уайлд        | Майкл Пэрис                |                                          |         |
| Мансур              | Мансур Аль-Шехайл          |                                          |         |
| Марк Эндрюс         | Марк Эндрюс                |                                          |         |
| Оней Лоркан         | Кристофер Жирар            | Командный чемпион NXT                    | [ 201 ] |
| Рауль Мендоса       | Рауль Мендоса              |                                          |         |
| Самир Сингх         | Харвиндер Сихра            | Один из братьев Сингх                    |         |
| Сантос Эскобар      | Хорхе Луис Алькантар Болли | Временный чемпион NXT в полутяжёлом весе | [ 251 ] |
| Сунил Сингх         | Гурвиндер Сихра            | Один из братьев Сингх                    |         |
| Брайан Кендрик      | Брайан Дэвид Кендрик       |                                          |         |
| Тони Низ            | Энтони Низ                 |                                          |         |

#### Женщины
| Символ | Значение              | Бренд |
| ------ | --------------------- | ----- |
|        | Действующая чемпионка |       |

На 16 июля 2025 года
| Имя на ринге      | Реальное имя             | Примечания    | Ссылки  |
| ----------------- | ------------------------ | ------------- | ------- |
| Алия              | Нхуф Аль-Ариби           |               |         |
| Кэндис ЛеРей      | Кэндис Гаргано Доусон    |               |         |
| Челси Грин        | Кэндис Гаргано Доусон    |               |         |
| Дакота Кай        | Чери Кроули              |               |         |
| Эмбер Мун         | Эдриенн Риз              |               |         |
| Инди Хартвелл     | Саманта Де Мартин        |               |         |
| Ио Шираи          | Масами Одат              | Чемпионка NXT | [ 291 ] |
| Джессамин Дюк     | Джессамин Лорел Дюк      |               |         |
| Кейси Катандзаро  | Кейси Эстер Катандзаро   |               |         |
| Кейден Картер     | Кейси Эстер Катандзаро   |               |         |
| Марина Шафир      | Марина Шафир             |               |         |
| Мерседес Мартинес | Жазмин Бенитес           |               |         |
| Ракель Гонсалес   | Виктория Гонсалес        |               |         |
| Рея Рипли         | Деми Беннет              |               |         |
| Шотци Блэкхарт    | Эшли Урбански            |               |         |
| Теган Нокс        | Стеффани Рианнон Ньюэллк | Травмирована  | [ 310 ] |
| Тони Шторм        | Тони Россалл             |               |         |
| Ванесса Борн      | Даниэль Сьерра Камела    |               |         |
| Ся Ли             | Чжао Ся                  |               |         |

### Ростер WWE NXT UK
Основная статья Шоу WWE NXT UK

#### Рестлеры
| Символ | Значение            | Бренд  |
| ------ | ------------------- | ------ |
|        | Действующий чемпион | NXT UK |

На 16 июля 2025 года
| Имя на ринге        | Реальное имя         | Примечания                                                           | Ссылки           |
| ------------------- | -------------------- | -------------------------------------------------------------------- | ---------------- |
| А-Кид               | Карлос Руис          | Кубок наследия Соединённого Королевства NXT                          | [ 320 ]          |
| Александр Вулф      | Аксель Тишер         |                                                                      |                  |
| Амир Джордан        | Билал Ансари         |                                                                      |                  |
| Эштон Смит          | Эштон Трент Смит     |                                                                      |                  |
| Дейв Мастиф         | Дэвид Минтон Моралез |                                                                      |                  |
| Эдди Деннис         | Эдди Деннис          |                                                                      |                  |
| Фабиан Айхнер       | Фабиан Айхнер        |                                                                      |                  |
| Флэш Морган Вебстер | Гэвин Уоткинс        |                                                                      |                  |
| Илья Драгунов       | Илья Рукобер         |                                                                      |                  |
| Джо Коффи           | Джозеф Коффи         | Один из братьев Коффи                                                |                  |
| Джордан Девлин      | Джордан Девлин       | Чемпион NXT в полутяжёлом весе                                       | [ 341 ]          |
| Джозеф Коннерс      | Джозеф Коннер Бактон |                                                                      |                  |
| Кенни Уильямс       | Алан Ниддри          |                                                                      |                  |
| Льюис Хоули         | Льюис Хоули          |                                                                      |                  |
| Марсель Бартель     | Аксель Дитер         |                                                                      |                  |
| Марк Эндрюс         | Марк Эндрюс          |                                                                      |                  |
| Марк Коффи          | Марк Коффи           | Командный чемпион Соединённого Королевства NXT Один из братьев Коффи | [ 352 ]          |
| Ноам Дар            | Ноам Дар             | Чемпион мира в тяжёлом весе ICW                                      | [ примечание 5 ] |
| Оливер Картер       | Оливер Саутер        |                                                                      |                  |
| Пит Данн            | Питер Томас Ингланд  | Также выступает на NXT                                               |                  |
| Рэмпейдж Браун      | Оливер Бини          |                                                                      |                  |
| Ридж Холланд        | Люк Мензис           |                                                                      |                  |
| Сэм Градвелл        | Сэмюэл Грэдвелл      |                                                                      |                  |
| Сэм Стокер          | Сэм Стокер           |                                                                      |                  |
| Саксон Хаксли       | Росс Кук             |                                                                      |                  |
| Трент Севен         | Бен Морис Вебб       |                                                                      |                  |
| Тайлер Бейт         | Тайлер Рид Бейт      |                                                                      |                  |
| Тайсон Т-Бон        | Томас Клиффорд       |                                                                      |                  |
| Вальтер             | Уолтер Хан           | Чемпион Соединённого Королевства NXT                                 | [ 373 ]          |
| Дикий Кабан         | Майкл Хитчман Дэвид  |                                                                      |                  |
| Вольфганг           | Барри Янг            | Командный чемпион Соединённого Королевства NXT                       | [ 352 ]          |

#### Женщины
| Символ | Значение              | Бренд  |
| ------ | --------------------- | ------ |
|        | Действующая чемпионка | NXT UK |

На 16 июля 2025 года
| Имя на ринге | Реальное имя         | Примечания                                        | Ссылки           |
| ------------ | -------------------- | ------------------------------------------------- | ---------------- |
| Исла Доун    | Кортни Стюарт        |                                                   |                  |
| Джинни       | Джинни Деннис Сандху | Чемпион Мира Прогресс среди женщин                | [ примечание 6 ] |
| Кей Ли Рэй   | Кэйли Рэй            | Чемпион Соединённого Королевства NXT среди женщин | [ 385 ]          |
| Нина Сэмюэлс | Саманта Аллен        |                                                   |                  |
| Пайпер Нивен | Кимберли Бенсон      |                                                   |                  |
| Ся Бруксайд  | Ся Луиза Хендерсон   |                                                   |                  |

## Важные персонажи

### Другой персонал на брендах

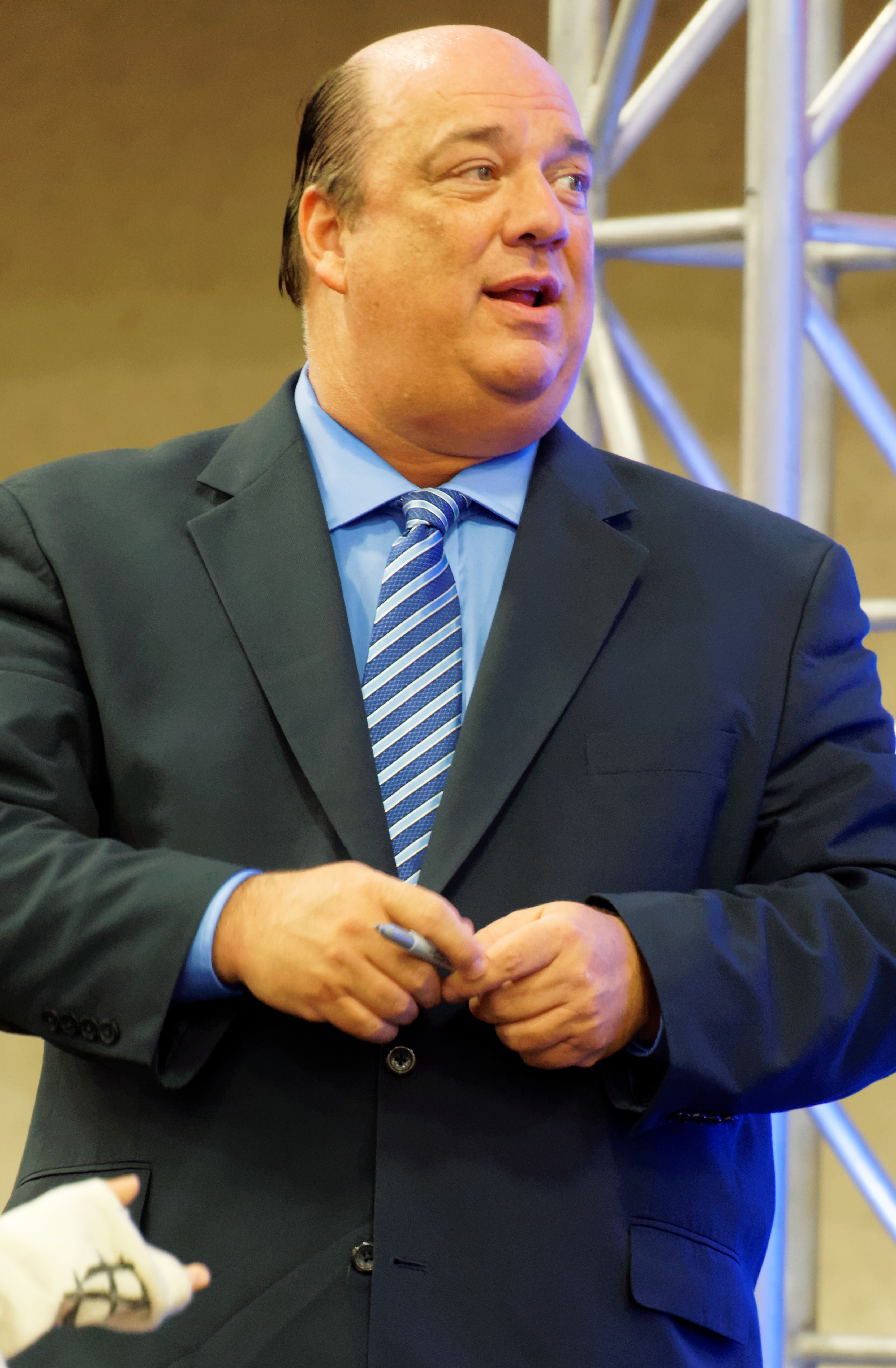
Пол Хейман

| Имя на ринге    | Реальное имя         | Примечания | Ссылки          |
| --------------- | -------------------- | --- | --------------- |
| Адам Пирс       | Адам Джон Пирс       | Управляющий WWE Raw, WWE SmackDown |                 |
| Соня Девиль     | Дарья Рей Беренато   | Помощник Адама Пирса на WWE SmackDown | [ 395 ]         |
| Джейсон Джордан | Натан Эверхарт       | Вне эфира - продюсер | [ 398 ] [ 399 ] |
| Рик Флэр        | Ричард Морган Флиер  | Менеджер Лэйси Эванс |                 |
| Марис           | Марис Уэлле Мизанин  | Менеджер Миза Периодически принимает участия в матчах как рестлер                                                                          |                 |
| Пэйдж           | Сарая-Джейд Бевис    | |                 |
| Пол Хейман      | Пол Хейман-младший   | Менеджер Брока Леснара и Романа Рейнса |                 |
| Малкольм Бивенс | Стокли Хэтэуэй       | Менеджер Тайлера Руста |                 |
| Роберт Стоун    | Роберт Штраусс       | Менеджер Алии |                 |
| Скарлетт        | Элизабет Чихайа      | Менеджер Карриона Кросса |                 |
| Уильям Ригал    | Даррен Кэннет Мэтьюс | Генеральный менеджер NXT и 205 Live Продюсер молодых талантов Директор центра развития талантов Руководитель отдела глобального рекрутинга | [ 416 ]         |
| Джонни Сен      | Джон Миллер          | Генеральный менеджер NXT UK | [ 419 ]         |
| Сид Скала       |                      | Помощник генерального менеджера NXT UK Периодически принимает участия в матчах как рестлер                                                 |                 |

### Ведущие, комментаторы и ринг-анонсеры

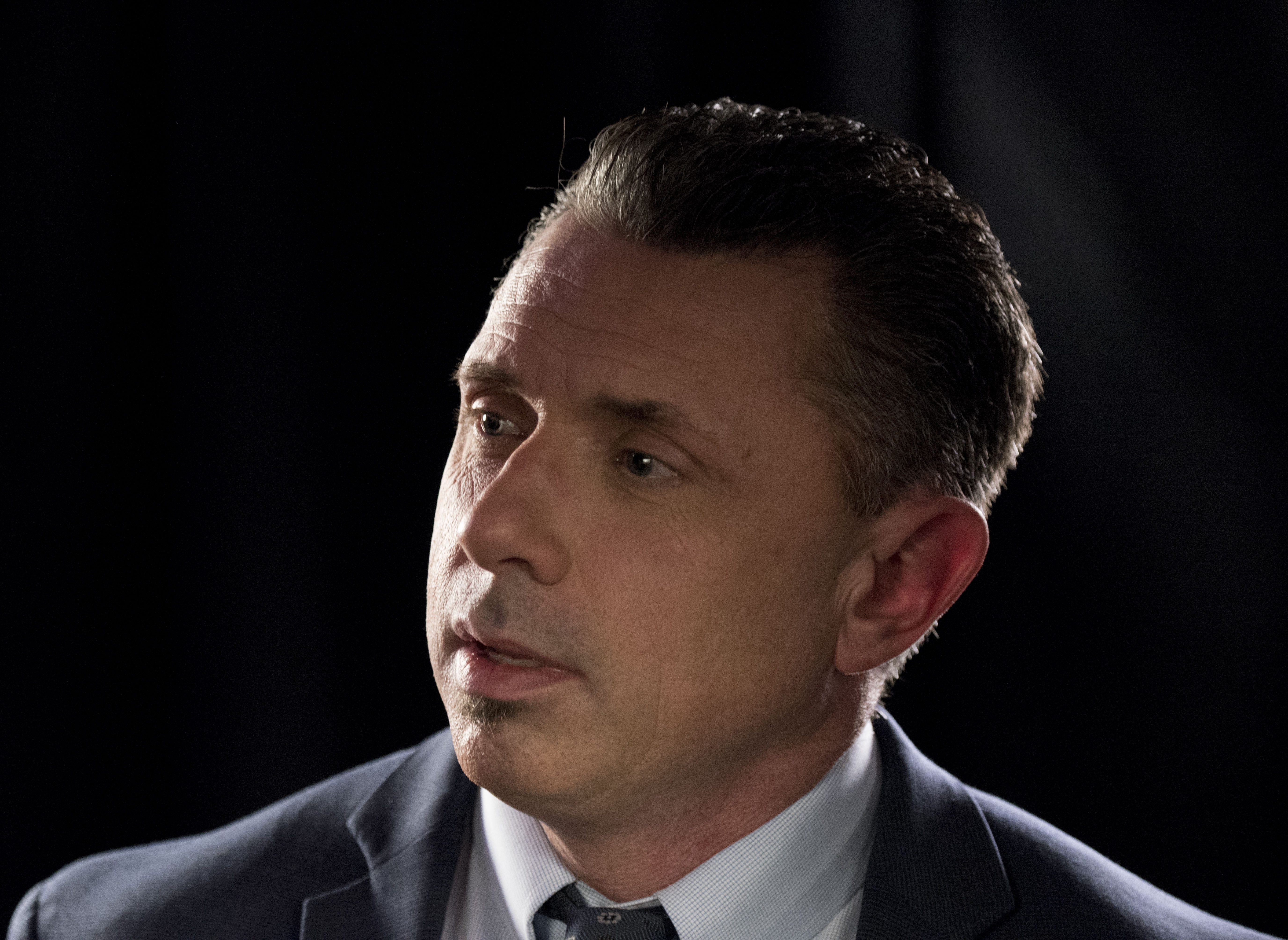
Center|Майкл Коул

[[Файл:Michael Cole 2016.jpg|right|thumb|175px|
| Имя на ринге       | Реальное имя                     | Примечания                                                                | Ссылки  |
| ------------------ | -------------------------------- | ------------------------------------------------------------------------- | ------- |
| Букер Ти           | Роберт Букер Тио Хаффман-младший | Комментатор, эксперт-аналитик Член Зала Славы WWE                         |         |
| Чарли Карузо       | Чарли Арнольт                    | Берёт интервью за кулисами Ведущая некоторых шоу на WWE Network           |         |
| Дэвид Отунга       | Дэвид Дэниел Отунга старший      | Комментатор, эксперт-аналитик                                             |         |
| Джерри Лоулер      | Джерри О’Нил Лоулер              | Комментатор, эксперт-аналитик Член Зала Славы WWE                         |         |
| Джо Джо            | Джозин Алекси Офферман           | Берёт интервью за кулисами, ринг-анонсер Бывшая участница шоу Total Divas |         |
| Майк Ром           | Остин Ромеро                     | Берёт интервью за кулисами, ринг-анонсер Комментатор                      |         |
| Вик Джозеф         | Виктор Травальянте               | Комментатор Берёт интервью за кулисами                                    |         |
| Элис Эштон         | Элис Цвик                        | Берёт интервью за кулисами                                                |         |
| Байрон Сакстон     | Брайан Хесус Келли               | Комментатор                                                               |         |
| Кори Грейвз        | Мэтью Полинский                  | Комментатор, эксперт                                                      |         |
| Грег Хэмилтон      | Грег Хатсон                      | Ринг-анонсер                                                              |         |
| Кайла Брэкстон     | Кайла Беккер                     | Берёт интервью за кулисами Ринг-анонсер                                   |         |
| Майкл Коул         | Майкл Шон Култхард               | Комментатор, эксперт-аналитик Берёт интервью                              |         |
| Сара Шрайбер       | Сара Шрайбер                     | Берёт интервью за кулисами                                                |         |
| Том Филлипс        | Том Хэннифан                     | Комментатор Ведущий некоторых шоу на WWE Network                          |         |
| Алисия Тейлор      | Алисия Уоррингтон                | Берёт интервью за кулисами, ринг-анонсер                                  |         |
| Бет Финикс         | Элизабет Коцански-Коупленд       | Комментатор, эксперт-аналитик Член Зала Славы WWE                         |         |
| Джозиа Уильямс     | Джозиа Уильямс                   | Берёт интервью за кулисами Музыкант                                       |         |
| Найджел Макгиннесс | Стивен Хаворт                    | Комментатор                                                               |         |
| Уэйд Барретт       | Стюарт Александр Беннетт         | Комментатор, эксперт-аналитик                                             | [ 463 ] |
| Моти Марголин      | Моти Марголин                    | Русскоязычный комментатор WWE Network                                     |         |
| Жан Померанцев     | Жан Померанцев                   | Русскоязычный комментатор WWE Network                                     |         |

### Рефери и судьи

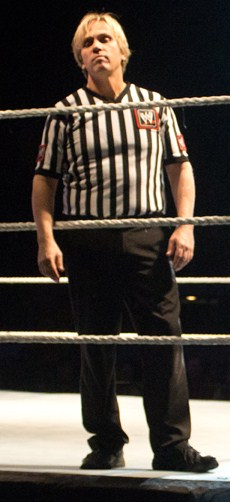
Чарльз Робинсон

| Имя на ринге    | Реальное имя         | Примечания                   | Ссылки          |
| --------------- | -------------------- | ---------------------------- | --------------- |
| Джон Коун       | Джон Коун            | Старший судья на Raw         | [ 464 ] [ 465 ] |
| Дэррик Мур      | Дэррик Мур           | Рефери на Raw                | [ 466 ] [ 467 ] |
| Дэн Энглер      | Даниэль Энглер       | Рефери на Raw                | [ 468 ]         |
| Род Запата      | Роберт Виста         | Рефери на Raw                | [ 469 ]         |
| Чед Пэттон      | Чед Пэттон           | Старший судья на Raw         | [ 470 ] [ 471 ] |
| Шон Беннетт     | Мэтью Беннетт        | Рефери на Raw                | [ 472 ]         |
| Эдди Оренго     | Эдди Оренго          | Рефери на Raw                | [ 473 ]         |
| Данило Анфибио  | Данило Анфибио       | Рефери на SmackDown          | [ 474 ] [ 475 ] |
| Джессика Карр   | Джессика Хейзер      | Девушка рефери на SmackDown  | [ 476 ]         |
| Джейсон Айерс   | Джейсон Марк Айерс   | Рефери на SmackDown          | [ 477 ]         |
| Райан Тран      | Райан Тран           | Рефери на SmackDown          | [ 478 ]         |
| Чарльз Робинсон | Чарльз Шейн Робинсон | Старший судья на SmackDown   | [ 479 ] [ 480 ] |
| Ая Смит         | Ая Смит              | Девушка рефери на NXT        | [ 481 ]         |
| Д. А. Брюэр     | Антрон Брюэр         | Рефери на NXT                | [ 482 ] [ 483 ] |
| Дрейк Вуртц     | Дрейк Вуртц          | Старший судья на NXT, NXT UK | [ 484 ] [ 485 ] |
| Даррил Шарма    | Даррил Шарма         | Рефери на NXT, NXT UK        | [ 486 ] [ 487 ] |
| Крис Шарп       | Крис Шарп            | Рефери на NXT, NXT UK        | [ 488 ]         |
| Стефон Смит     | Стивон Смит          | Рефери на NXT                | [ 489 ]         |
| Том Кастор      | Томас Кастор         | Рефери на NXT                | [ 490 ]         |
| Джоэл Аллен     | Джоэл Аллен          | Рефери на NXT UK             | [ 491 ]         |
| Крис Робертс    | Крис Робертс         | Рефери на NXT UK             | [ 492 ]         |
| Том Скарборо    | Томас Скарборо       | Рефери на NXT UK             | [ 493 ]         |

## Легенды WWE

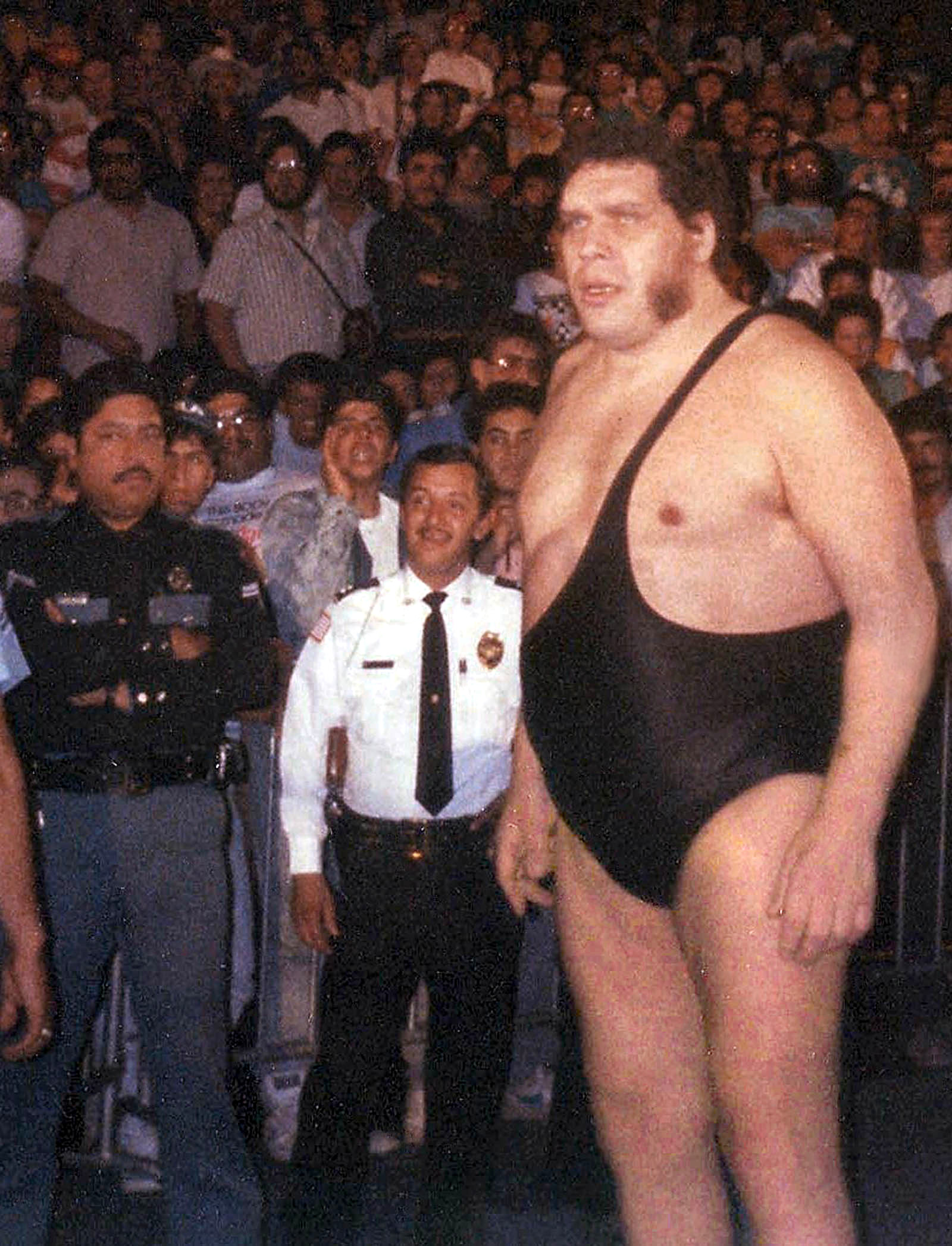
Center|Андре Гигант

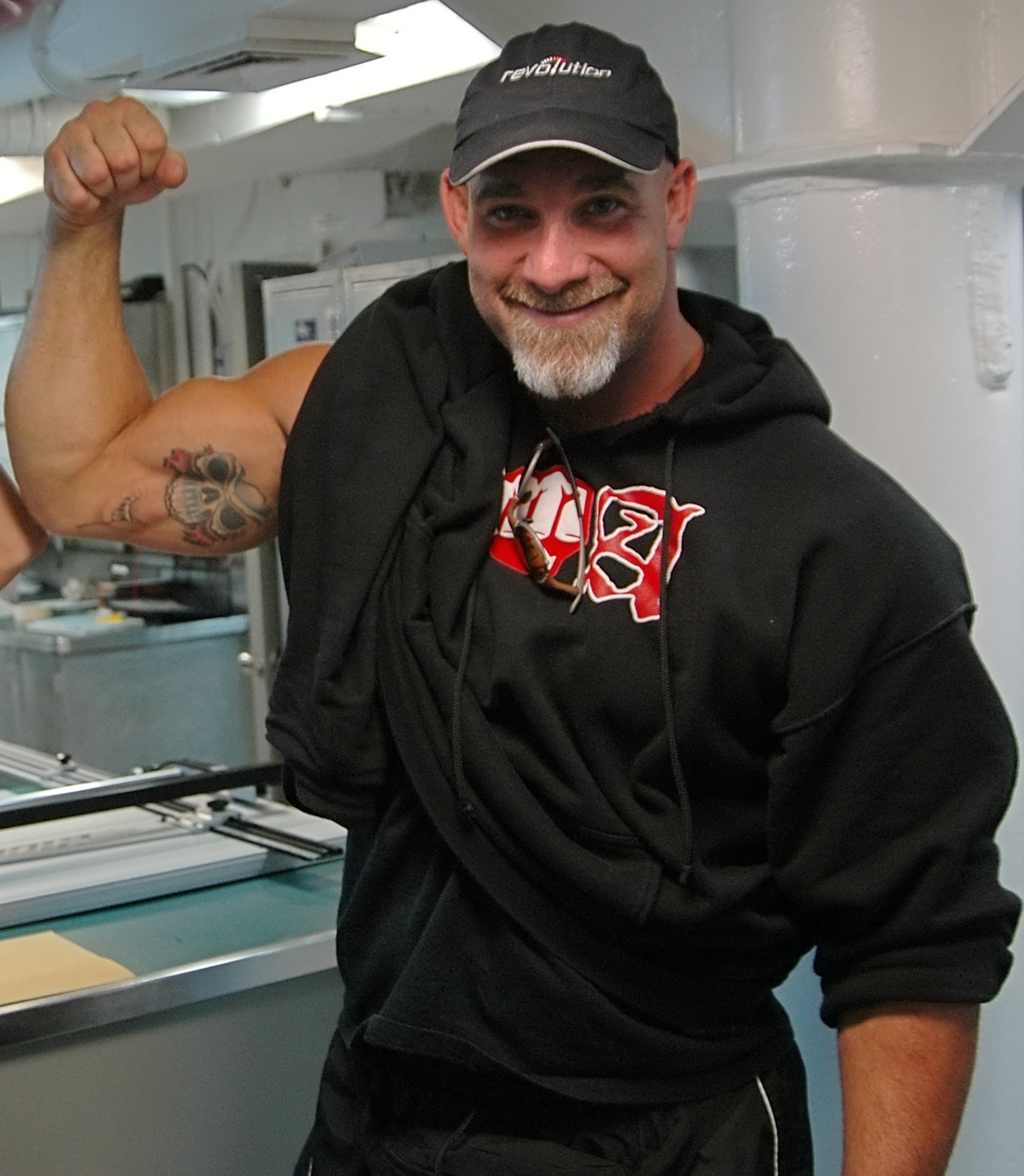
Center|Билл Голдберг

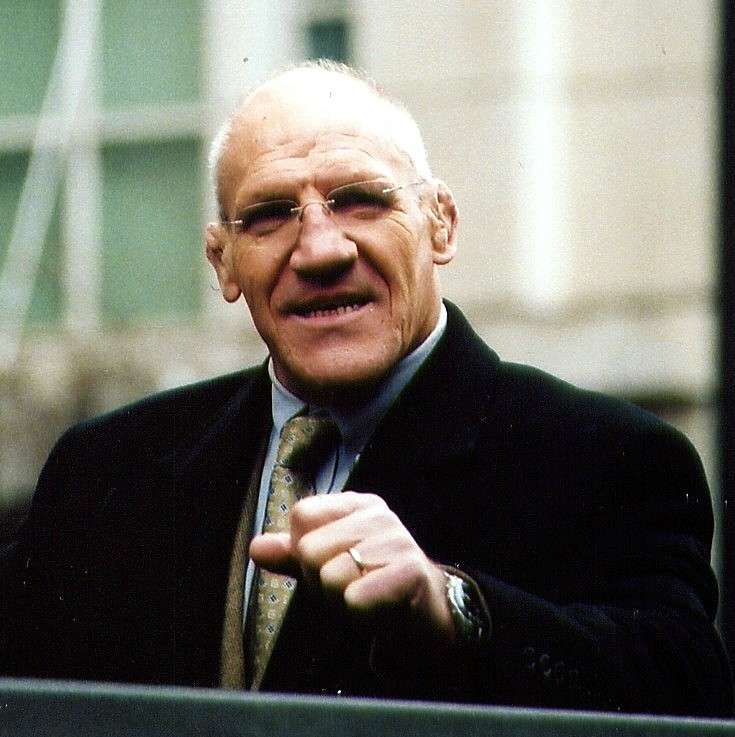
Center|Бруно Саммартино

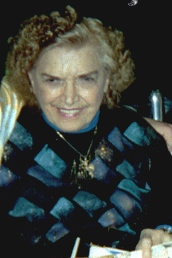
Center|Мэй Янг

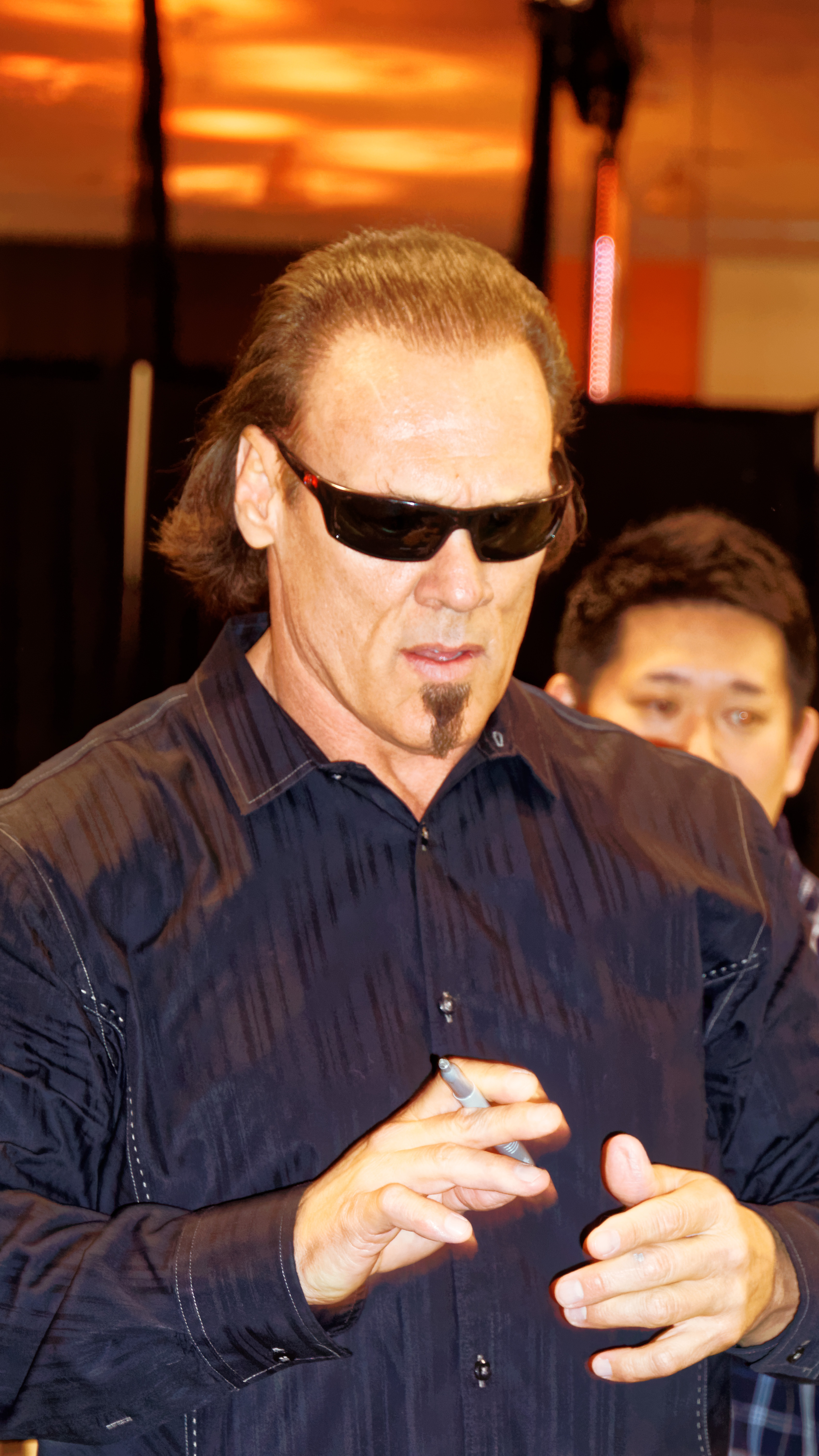
Center|Стинг

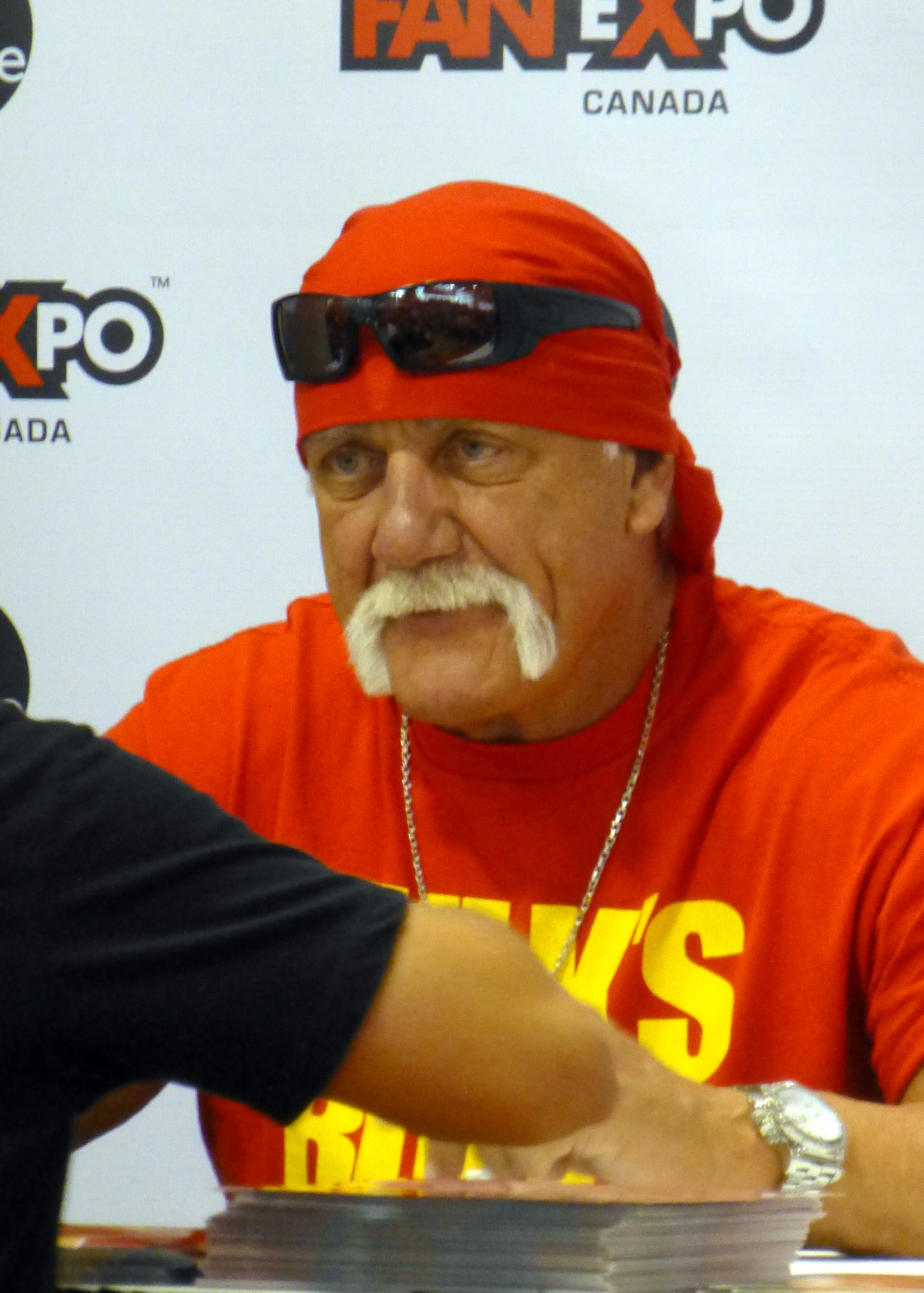
Center|Халк Хоган

[[Файл:André the Giant in the late '80s.jpg|thumb|175px|

[[Файл:Bill goldberg.jpg|thumb|175px|

[[Файл:BrunoSeasonParade.jpg|thumb|175px|

[[Файл:MaeYoung20010402.jpg|thumb|175px|
}}
[[Файл:WrestleMania 31 Axxess 2015-03-28 11-33-48 ILCE-6000 4693 DxO (17210405497).jpg|thumb|175px|

[[Файл:Hulk Hogan 01 (14948027318).jpg|thumb|175px|
| Имя на ринге     | Реальное имя                         | Примечания |
| ---------------- | ------------------------------------ | --- |
| Андре Гигант     | Андре Рене Русимов                   | Член Зала Славы WWE В память об Андре Гиганте, коллекция WWE (Andre The Giant WWE Network Collection intro) |
| Билл Голдберг    | Уильям Скотт Голдберг                | Член Зала Славы WWE Дебют в WWE Goldberg's WWE Debut) Голдберг выход (Goldberg Entrance Video) Периодически выступает |
| Боб Бэклунд      | Роберт Луис Беклунд                  | Член Зала Славы WWE Зал славы WWE - Боб Бэклунд (WWE Hall of Fame Inductee Bob Backlund) |
| Брет Харт        | Брет Сержент Харт                    | Член Зала Славы WWE Взгляд в прошлое (Bret Hart retrospective) |
| Бруно Саммартино | Бруно Леопольдо Франческо Саммартино | Член Зала Славы WWE WWE отдаёт должное Бруно Саммартино (WWE pays tribute to Bruno Sammartino) Удерживал титул Чемпион WWE в течение 7 лет 8 месяцев или 2803 дня, что является рекордом для мужского рестлинга. Становился чемпионом 2 раза, при этом титул принадлежал ему в общей сложности 11 лет или 4040 дней, что является абсолютным рекордом мужского рестлинга. |
| Джим Дагган      | Джеймс Эдвард Дагган-младший         | Член Зала Славы WWE Зал славы: «Ножовка» Джим Дагган (Hall of Fame: "Hacksaw" Jim Duggan) |
| Джимми Харт      | Джеймс Рэй Харт                      | Член Зала Славы WWE Джимми Харт - эксклюзив WWE (Jimmy Hart reveals how he became known as "The Mouth of the South" WWE Network Exclusive) |
| Джимми Снука     | Джеймс Рэйхер Снука                  | Член Зала Славы WWE WWE о жизнь «Суперфлай» Джимми Снуки (WWE honors the life of "Superfly" Jimmy Snuka) |
| Кевин Нэш        | Кевин Скотт Нэш                      | Член Зала Славы WWE WWE Кевин Нэш слишком хорош (WWE Network: Kevin Nash - Too Sweet preview) |
| Мэй Янг          | Джонни Мэй Янг                       | Член Зала Славы WWE В память о Джонни Мэй Янг (In memory of Johnnie Mae Young) |
| Невероятная Мула | Мэрри Лиллиан Эллисон                | Член Зала Славы WWE WWE отдаёт дань уважения Невероятной Муле (WWE pays tribute to The Fabulous Moolah) Первая обладательница титула Чемпионки среди женщин. Удерживала титул в течение 10 лет, что является абсолютным рекордом для рестлинга, как среди женщин так и среди мужчин. Становилась чемпионом 4 раза, при этом титул принадлежал ей в общей сложности 29 лет, 6 месяцев или 10 778 дней, что является абсолютным рекордом для рестлинга, как среди женщин так и среди мужчин. |
| Родди Пайпер     | Родерик Джордж Тумбс                 | Член Зала Славы WWE Ростер WWE вышел на рампу в память о Родди Пайпере (The entire WWE roster honors WWE Hall of Famer "Rowdy" Roddy Piper) Дива Ронда Раузи отдаёт должное, выходя на матчи в стиле Родди Пайпера. |
| Рон Симмонс      | Рональд Симмонс                      | Член Зала Славы WWE Рон Симмонс введён в Зала славы WWE (Ron Simmons announced as a member of the WWE Hall of Fame) |
| Стинг            | Стивен Джеймс Борден                 | Член Зала Славы WWE Дебют Стинга в WWE на Survivor Series 2014 (Sting's WWE Debut at Survivor Series 2014) Стинг точка зрения (Sting’s point of view) |
| Сержант Слотер   | Роберт Ремус                         | Член Зала Славы WWE Сержант Слотер "Убойный выход" (Sgt. Slaughter Entrance Video) |
| Тед Дибиаси      | Теодор Марвин Дибиаси-старший        | Член Зала Славы WWE Тед Дибиаси - "Человек на миллион долларов" введён в зал славы WWE (WWE Hall of Fame Inductee: "Million Dollar Man") |
| Тони Атлас       | Энтони Уайт                          | Член Зала Славы WWE WWE награждение "чёрный месяц истории" Тони Атлас и Роки Джонсон (WWE honors Black History Month: Tony Atlas & Rocky Johnson tribute) |
| Халк Хоган       | Терри Джин Боллеа                    | Член Зала Славы WWE Халк Хоган дебют в WWE (Hulk Hogan's WWE Debut)) Халк Хоган выход (Hulk Hogan Entrance Video) |
| Шон Майклз       | Майкл Шон Хиккенботтом               | Член Зала Славы WWE Шон Майклз выход (Shawn Michaels Entrance Video) |
| Рик Флэр         | Ричард Морган Флиер                  | Двукратный член Зала Славы WWE Дикие выходки Рика Флэра (Ric Flair's wildest outbursts) |

## Остальной персонал

### Нераспределённые сотрудники
| Имя на ринге                       | Примечания                         |
| ---------------------------------- | ---------------------------------- |
| Бриттани Феткин (Дэвин Тэйлор)     | Подписан контракт, ожидается дебют |
| Данило Анфибио                     | Подписан контракт, ожидается дебют |
| Дилан Майл                         | Подписан контракт, ожидается дебют |
| Эрика Хаммонд (Вероника Лэйн)      | Подписан контракт, ожидается дебют |
| Ли Ван Дэйл                        | Подписан контракт, ожидается дебют |
| Мэтт Сильва (Бадди Мерфи)          | Подписан контракт, ожидается дебют |
| Моркейз Браун                      | Подписан контракт, ожидается дебют |
| Пьер Марсо (Маркус Льюс)           | Подписан контракт, ожидается дебют |
| Рашель Уолкер                      | Подписан контракт, ожидается дебют |
| Ричард Блуд-младший (Ричи Стимбот) | Травма спины                       |
| Сара Бекман                        | Подписан контракт, ожидается дебют |
| Шон Рикер (Слейт Рэндалл)          | Подписан контракт, ожидается дебют |
| Стефен Гуд (Эндрю Коул)            | Подписан контракт, ожидается дебют |

### Сценаристы
| Имя                          | Примечания                                  |
| ---------------------------- | ------------------------------------------- |
| Брайан Гевиртц               | Творческий консультант                      |
| Дэвид Капур (Ранджин Сингх)  | Сценарист на Raw                            |
| Дэвид Крейцман               | Сценарист                                   |
| Эд Коски                     | Сценарист на SmackDown                      |
| Эрик Панковски               | Старший вице-президент сценариев и развития |
| Кевин Эк                     | Творческий консультант                      |
| Пьер Клемонт (Пат Паттерсон) | Сценарист Член Зала Славы WWE               |
| Том Каззиело                 | Ассистент сценариста                        |

### Продюсеры
Менеджер, часто бывший рестлер, который помогает рестлерам организовывать матчи, планировать сюжетные линии, критикует матчи и передаёт инструкции от букеров. Агенты часто выступают в качестве связующего звена между рестлерами и руководством более высокого уровня, а иногда могут также помогать в обучении молодых рестлеров.
| Имя             | Примечание                     |
| --------------- | ------------------------------ |
| Адам Пирс       | Директор по шоу в прямом эфире |
| Билли Кидман    |                                |
| Крис Парк       |                                |
| Ди-Вон Дадли    | Член Зала славы WWE            |
| Джеймс Лонг     |                                |
| Джейми Ноубл    |                                |
| Джейсон Джордан | Старший продюсер               |
| Джефф Джарретт  | Член Зала славы WWE            |
| Джереми Бораш   |                                |
| Джон Габурик    |                                |
| Пэт Бак         |                                |
| Шейн Хелмс      |                                |
| Шон Дайвари     |                                |
| Сильван Гринье  |                                |
| Тайсон Кидд     |                                |

### Совет директоров и значимые лица

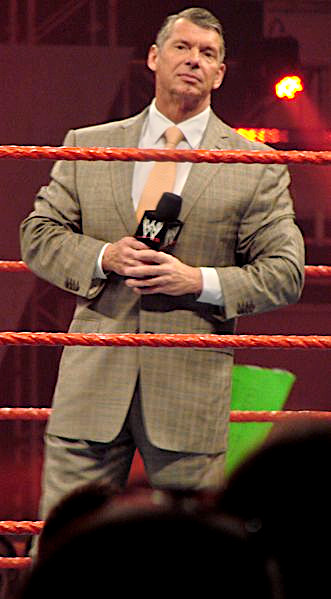
Center|Винсент Макмэн

[[Файл:Mrmcmahon092407.jpg|right|thumb|175px|
| Имя                       | Примечания | Ссылки                  |
| ------------------------- | --- | ----------------------- |
| Винсент Кеннеди Макмэн    | Председатель Совета директоров Главный операционный директор Исполнительный продюсер Мажоритарный владелец                   | [ 9 ] [ 543 ]           |
| Франк Риддик-третий       | ИО финансового директора WWE Член Совета директоров                                                                          | [ 543 ] [ 544 ] [ 545 ] |
| Джеффри Спид              | Бывший исполнительный вице-президент и главный финансовый директор «Six Flags, Inc.» Член Совета директоров                  | [ 543 ] [ 546 ]         |
| Патрисия Готтсмен         | Бывший президент и главный исполнительный директор «Crimson Hexagon» Член Совета директоров                                  | [ 543 ] [ 547 ]         |
| Стюарт Готфарб            | Соучредитель и партнёр, «Melo7 Tech Partners, LLC» Член Совета директоров                                                    | [ 543 ] [ 548 ]         |
| Лорин Онг                 | Бывший президент телеканала «Travel» Член Совета директоров                                                                  | [ 543 ]                 |
| Пол Майкл Левек           | Исполнительный вице-президент, «Talent, Live Events & Creative» Старший продюсер WWE NXT, WWE NXT UK Член Совета директоров. | [ 17 ] [ 543 ]          |
| Робин Петерсон            | Технический директор, «SVP в CNN» Член Совета директоров.                                                                    | [ 543 ]                 |
| Стефани Мари Макмэн-Левек | Бренд директор Член Совета директоров Миноритарный владелец.                                                                 | [ 14 ] [ 543 ]          |
| Ман Джит Сингх            | Бывший президент отдела домашних развлечений «Sony Pictures Entertainment» Член Совета директоров                            | [ 543 ]                 |
| Алан Векслер              | Главный исполнительный директор «Publicis.Sapient» Член Совета директоров                                                    | [ 543 ]                 |
| Кевин Данн                | Исполнительный вице-президент телевизионных продуктов WWE Член Совета директоров Исполнительный директор                     | [ 549 ] [ 550 ] [ 551 ] |
| Келли Дугган              | Директор Employee Experience                                                                                                 |                         |
| Лэнс Маккономи            | Старший директор по вещательным операциям                                                                                    |                         |
| Шейн Дэвис                | Ведущий координатор по связям с общественностью                                                                              |                         |